# Arreau
Arreau est une commune française située dans le sud-est du département des Hautes-Pyrénées, en région Occitanie. Sur le plan historique et culturel, la commune est dans le Pays d'Aure, constitué de la vallée de la Neste (en aval de Sarrancolin), de la vallée d'Aure (en amont de Sarrancolin) et de la vallée du Louron.
Exposée à un climat de montagne, elle est drainée par l'Adour, la Neste, la Neste du Louron, le ruisseau de Lastie, le ruisseau d'Artigou, Nom inconnu et par divers autres petits cours d'eau. La commune possède un patrimoine naturel remarquable : un site Natura 2000 (« Garonne, Ariège, Hers, Salat, Pique et Neste »), un espace protégé (l'« Adour et affluents ») et dix zones naturelles d'intérêt écologique, faunistique et floristique.
Arreau est une commune rurale qui compte 732 habitants en 2022, après avoir connu un pic de population de 1 593 habitants en 1841. Ses habitants sont appelés les Aurois ou  Auroises.

## Géographie

### Localisation
La commune d'Arreau se trouve dans le département des Hautes-Pyrénées, en région Occitanie.
Elle se situe à 43 km à vol d'oiseau de Tarbes, préfecture du département, à 25 km de Bagnères-de-Bigorre, sous-préfecture, et à 22 km de Capvern, bureau centralisateur du canton de Neste, Aure et Louron dont dépend la commune depuis 2015 pour les élections départementales.
La commune est par ailleurs ville-centre du bassin de vie d'Arreau.
Les communes les plus proches sont : 
Pailhac (0,8 km), Jézeau (1,9 km), Cadéac (1,9 km), Barrancoueu (2,0 km), Lançon (2,3 km), Cazaux-Debat (2,8 km), Fréchet-Aure (3,0 km), Aspin-Aure (3,4 km).
Sur le plan historique et culturel, Arreau fait partie du pays de la vallée d'Aure ou pays d'Aure, constitué de la vallée de la Neste (en aval de Sarrancolin), de la vallée d'Aure (en amont de Sarrancolin) et de la vallée du Louron (confluente à Arreau).

### Communes limitrophes
Arreau est limitrophe de onze autres communes, dont Cadéac en deux endroits séparés par la commune de Barrancoueu, le plus occidental étant un quadripoint situé au Cap de Sarrat Termé.
Les communes limitrophes sont  Ancizan, Aspin-Aure, Barrancoueu, Beyrède-Jumet-Camous, Beyrède-Jumet, Cadéac, Campan, Cazaux-Debat, Fréchet-Aure, Jézeau, Lançon et Pailhac.
| Campan, Ancizan                          | Aspin-Aure | Beyrède-Jumet-Camous, Fréchet-Aure |
| Cadéac (par un quadripoint), Barrancoueu | Arreau     | Pailhac, Jézeau                    |
| Cadéac                                   | Lançon     | Cazaux-Debat                       |

### Paysages et relief

Sélection de vues du village.
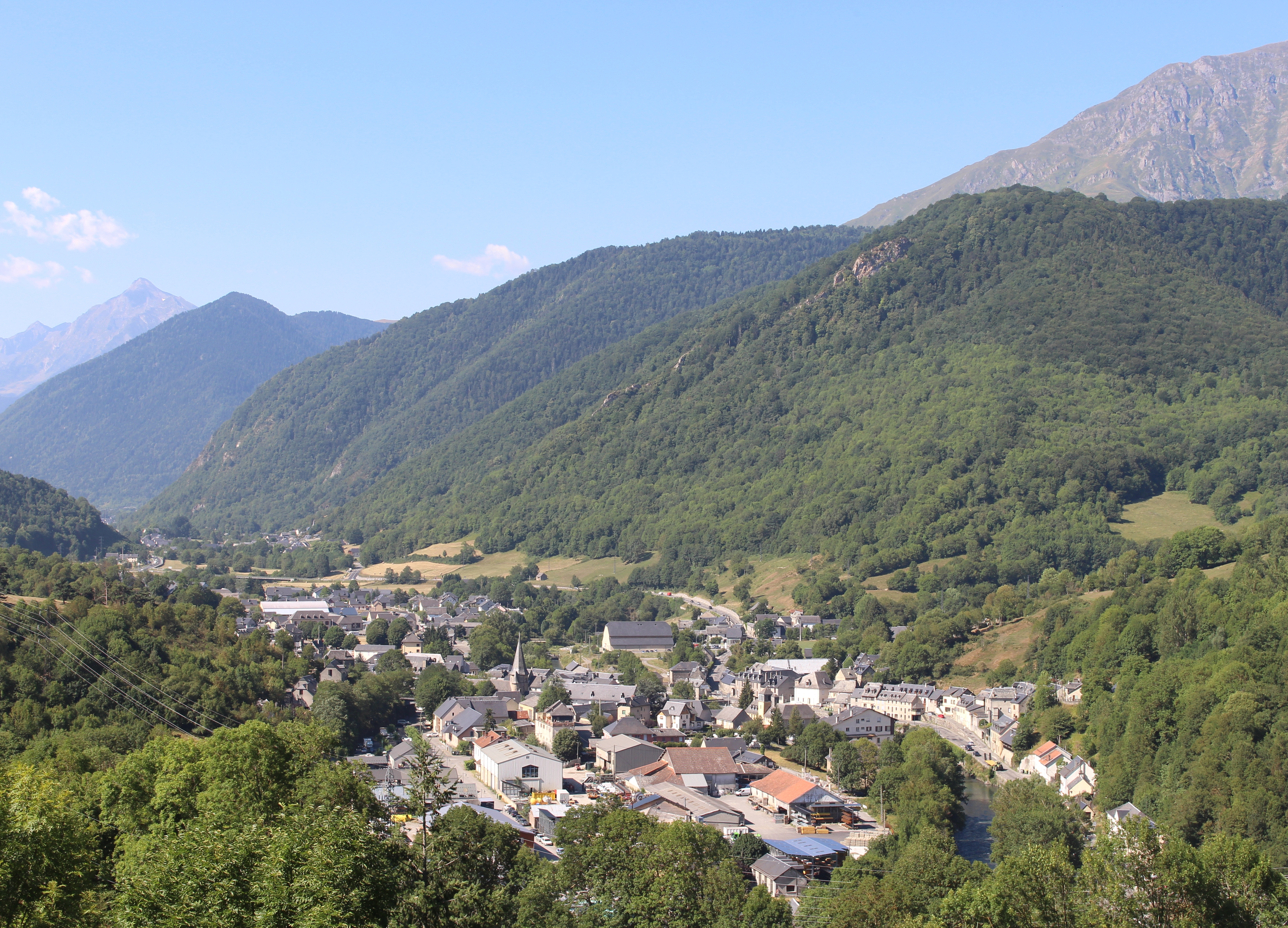
Vue en été.
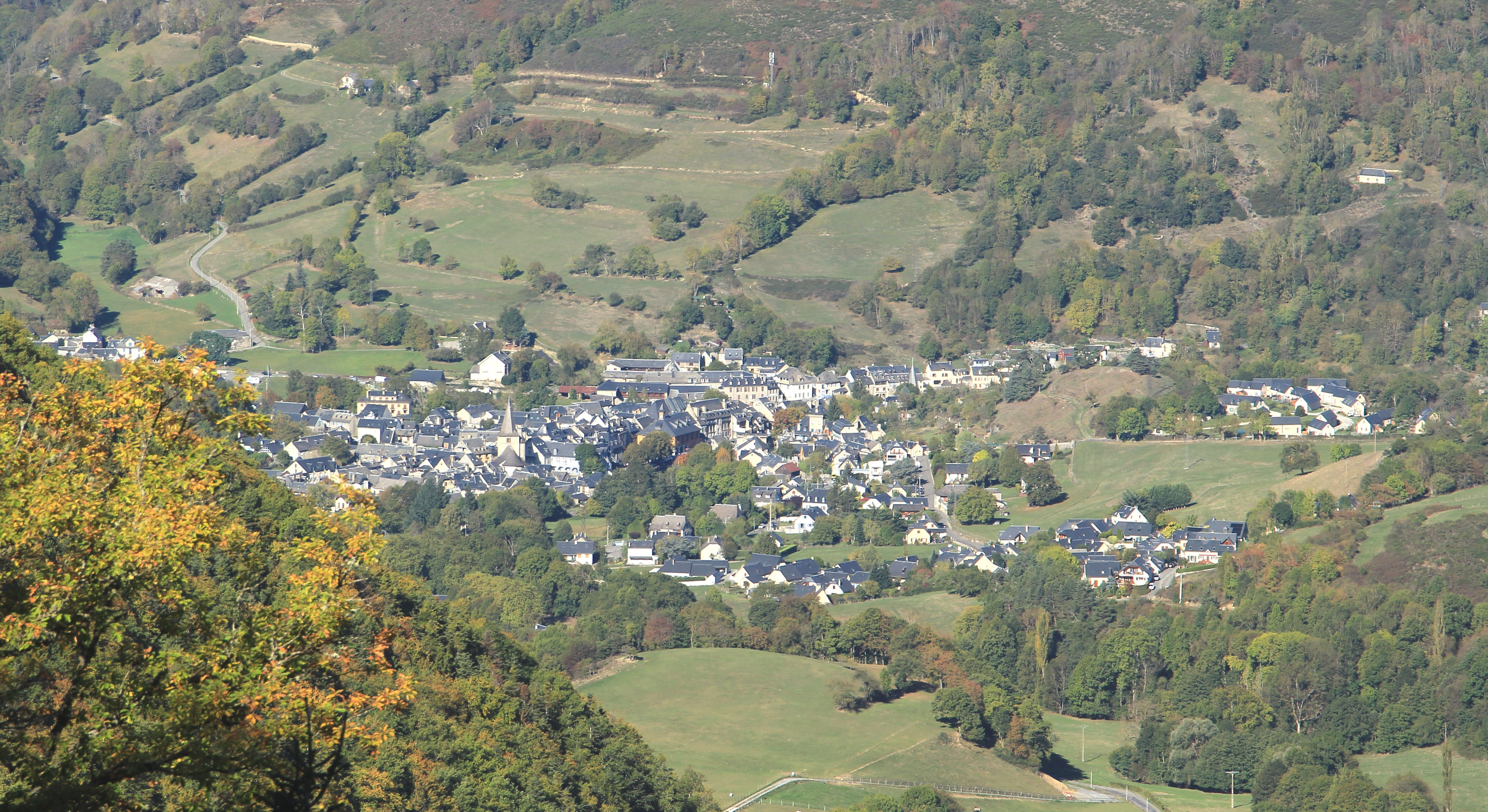
Vue en automne.

### Hydrographie

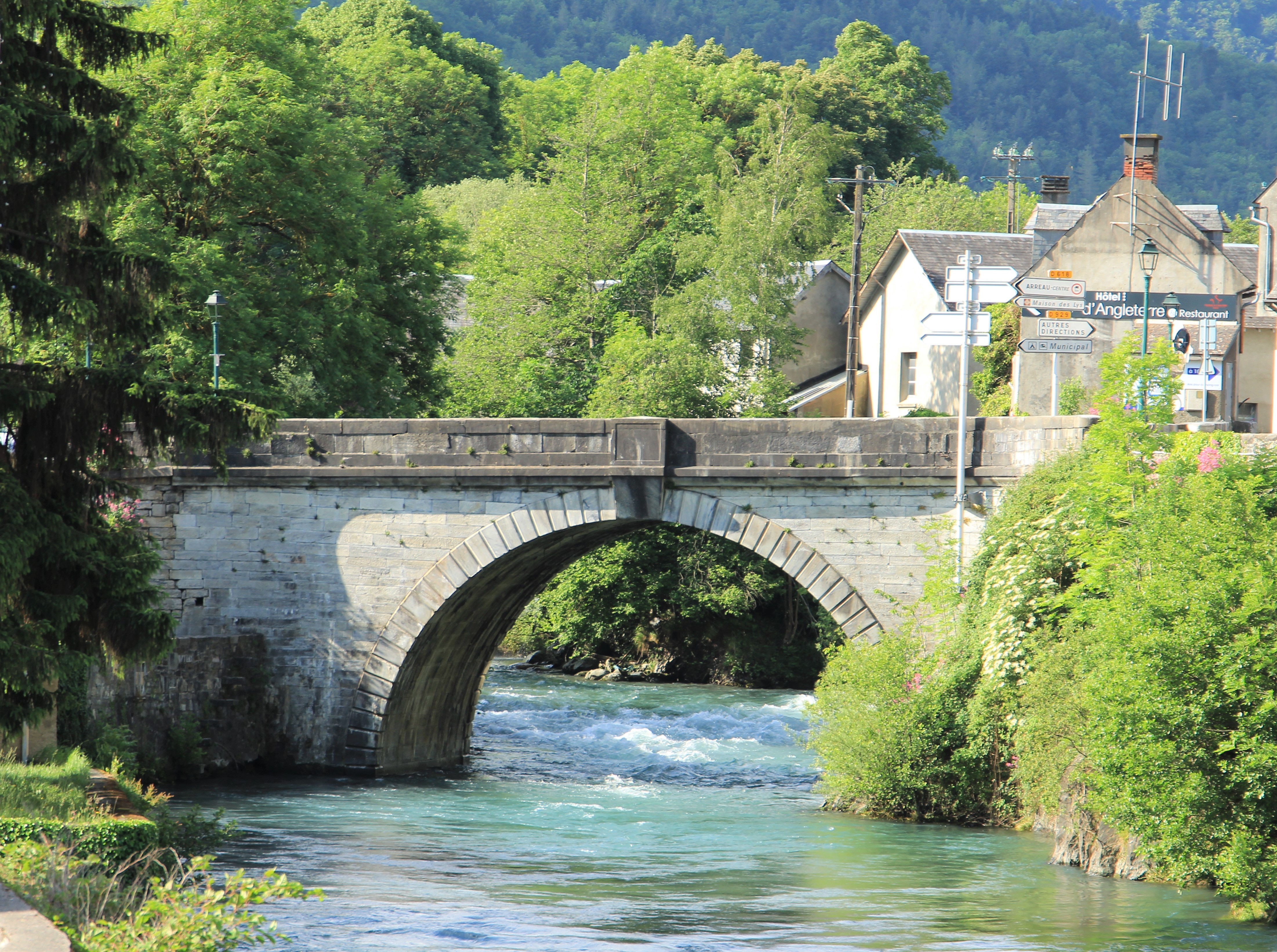
Le pont d'Arreau sur la Neste.

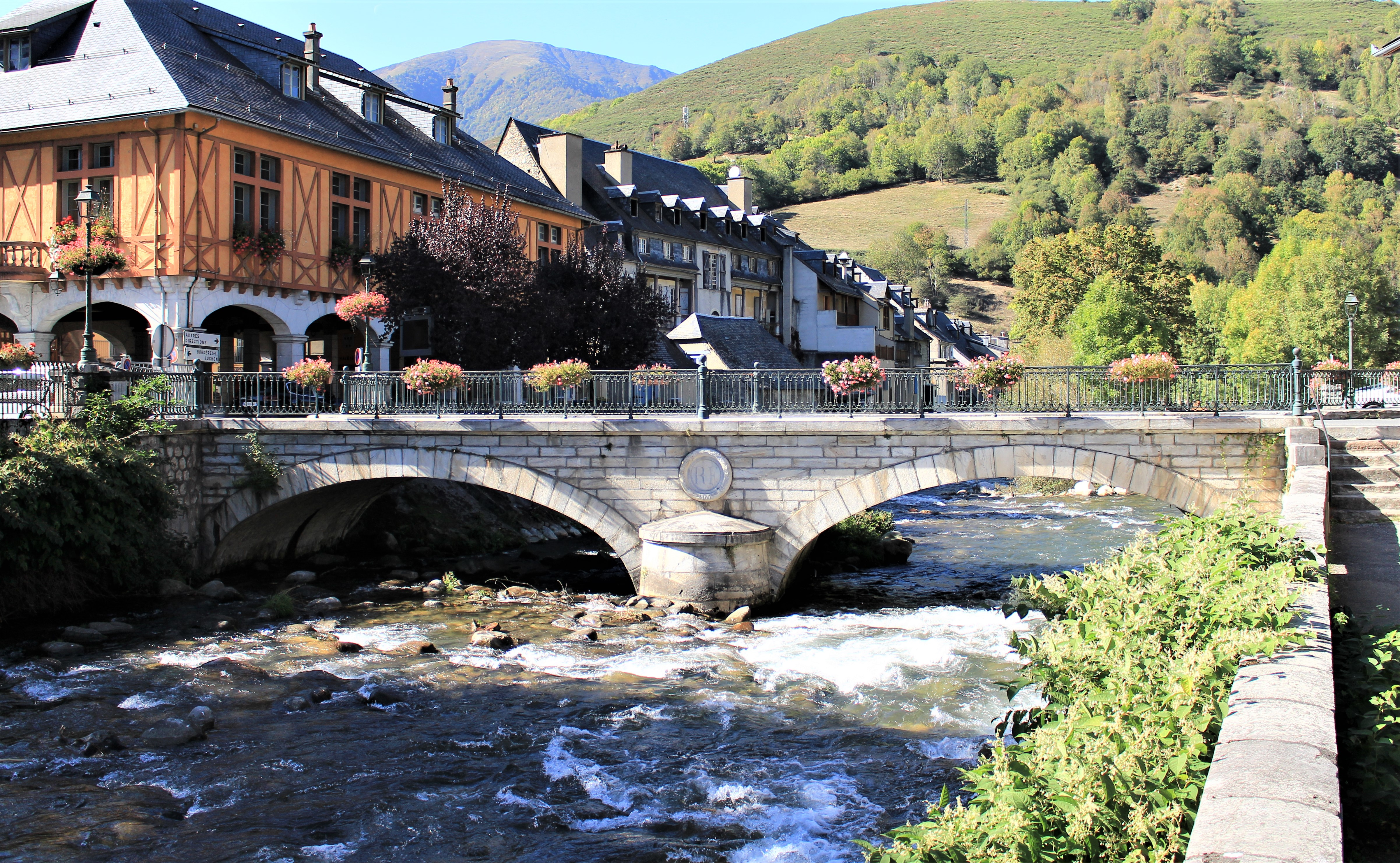
Le pont d'Arreau sur la Neste du Louron.

La commune est pour partie dans le bassin de l'Adour et pour partie dans le bassin de la Garonne, au sein du bassin hydrographique Adour-Garonne. Elle est drainée par l'Adour, la Neste, la Neste du Louron, le Ruisseau de Lastie, le ruisseau d'Artigou, la Cuneille, la Hosse, le ruisseau d'aspin, le ruisseau de Barrancoueu, le ruisseau de la Garrade, le ruisseau de Meye Lègue, le ruisseau de Sarraoute le ruisseau de Soubirou et par divers petits cours d'eau, constituant un réseau hydrographique de 20 km de longueur totale,.
L'Adour, d'une longueur totale de 308,8 km, se forme dans la vallée de Campan en Haute-Bigorre de la réunion de trois torrents : l'Adour de Payolle, l'Adour de Gripp et l'Adour de Lesponne et s'écoule du sud vers le nord. Il traverse la commune et se jette dans le golfe de Gascogne à Anglet, après avoir traversé 118 communes.
Le Neste, d'une longueur totale de 73,1 km, prend sa source dans la commune d'Aragnouet et s'écoule du sud vers le nord. Il traverse la commune et se jette dans la Garonne à Montréjeau, après avoir traversé 34 communes.
La Neste du Louron, d'une longueur totale de 32 km, prend sa source dans la commune de Loudenvielle et s'écoule du sud vers le nord. Il traverse la commune et se jette dans la Neste à Arreau, après avoir traversé 10 communes.
Le Ruisseau de Lastie, d'une longueur totale de 12 km, prend sa source dans la commune de Bareilles et s'écoule du sud vers le nord. Il traverse la commune et se jette dans La Neste du Louron à Arreau, après avoir traversé 3 communes.

### Climat
Le climat qui caractérise la commune est qualifié, en 2010, de « climat des marges montargnardes », selon la typologie des climats de la France qui compte alors huit grands types de climats en métropole. En 2020, la commune ressort du type « climat de montagne » dans la classification établie par Météo-France, qui ne compte désormais, en première approche, que cinq grands types de climats en métropole. Pour ce type de climat, la température décroît rapidement en fonction de l'altitude. On observe une nébulosité minimale en hiver et maximale en été. Les vents et les précipitations varient notablement selon le lieu.
Les paramètres climatiques qui ont permis d’établir la typologie de 2010 comportent six variables pour les températures et huit pour les précipitations, dont les valeurs correspondent à la normale 1971-2000. Les sept principales variables caractérisant la commune sont présentées dans l'encadré ci-après.
| Paramètres climatiques communaux sur la période 1971-2000 - Moyenne annuelle de température : 10,2 °C - Nombre de jours avec une température inférieure à −5 °C : 6 j - Nombre de jours avec une température supérieure à 30 °C : 3,7 j - Amplitude thermique annuelle : 14 °C - Cumuls annuels de précipitation : 1 055 mm - Nombre de jours de précipitation en janvier : 10,1 j - Nombre de jours de précipitation en juillet : 7,7 j |

Avec le changement climatique, ces variables ont évolué. Une étude réalisée en 2014 par la Direction générale de l'Énergie et du Climat complétée par des études régionales prévoit en effet que la  température moyenne devrait croître et la pluviométrie moyenne baisser, avec toutefois de fortes variations régionales. La station météorologique de Météo-France installée sur la commune et en service de 1943 à 2015 permet de connaître l'évolution des indicateurs météorologiques. Le tableau détaillé pour la période 1981-2010 est présenté ci-après.
| Mois                                  | jan.           | fév.            | mars          | avril           | mai           | juin        | jui.            | août         | sep.        | oct.            | nov.             | déc.            | année     |
| ------------------------------------- | -------------- | --------------- | ------------- | --------------- | ------------- | ----------- | --------------- | ------------ | ----------- | --------------- | ---------------- | --------------- | --------- |
| Température minimale moyenne (°C)     | −3,1           | −2,5            | −0,1          | 2               | 5,8           | 9,1         | 11,5            | 11,1         | 7,9         | 4,7             | 0,3              | −2,2            | 3,7       |
| Température moyenne (°C)              | 2              | 3,5             | 6,1           | 7,9             | 11,7          | 15          | 17,6            | 17,3         | 14,4        | 11              | 5,7              | 2,5             | 9,6       |
| Température maximale moyenne (°C)     | 7              | 9,4             | 12,3          | 13,8            | 17,6          | 21          | 23,6            | 23,5         | 20,8        | 17,2            | 11               | 7,1             | 15,4      |
| Record de froid (°C) date du record   | −19 17.01.1985 | −23 03.02.1956  | −20 01.03.05  | −8,2 02.04.1967 | −5 01.05.1960 | −2 01.06.06 | 1 25.07.1958    | 0 31.08.1993 | −3 25.09.02 | −7,5 30.10.1997 | −15,8 30.11.1978 | −20 12.12.1967  | −23 1956  |
| Record de chaleur (°C) date du record | 24 28.01.1966  | 27,5 28.02.1960 | 27 26.03.1955 | 29 30.04.05     | 36 05.05.1958 | 37 30.06.15 | 38,5 30.07.1983 | 38 25.08.00  | 35 10.09.11 | 30,5 04.10.04   | 25,2 08.11.15    | 22,5 10.12.1978 | 38,5 1983 |
| Précipitations (mm)                   | 90             | 60,9            | 70,2          | 84,6            | 88,2          | 66,7        | 59,4            | 61,2         | 62,4        | 70,9            | 93,2             | 87,1            | 894,8     |

### Milieux naturels et biodiversité

#### Espaces protégés
La protection réglementaire est le mode d’intervention le plus fort pour préserver des espaces naturels remarquables et leur biodiversité associée,.
Dans ce cadre, la commune fait partie.
Un  espace protégé est présent sur la commune : 
l'« Adour et affluents », objet d'un arrêté de protection de biotope, d'une superficie de 215,8 ha.

#### Réseau Natura 2000

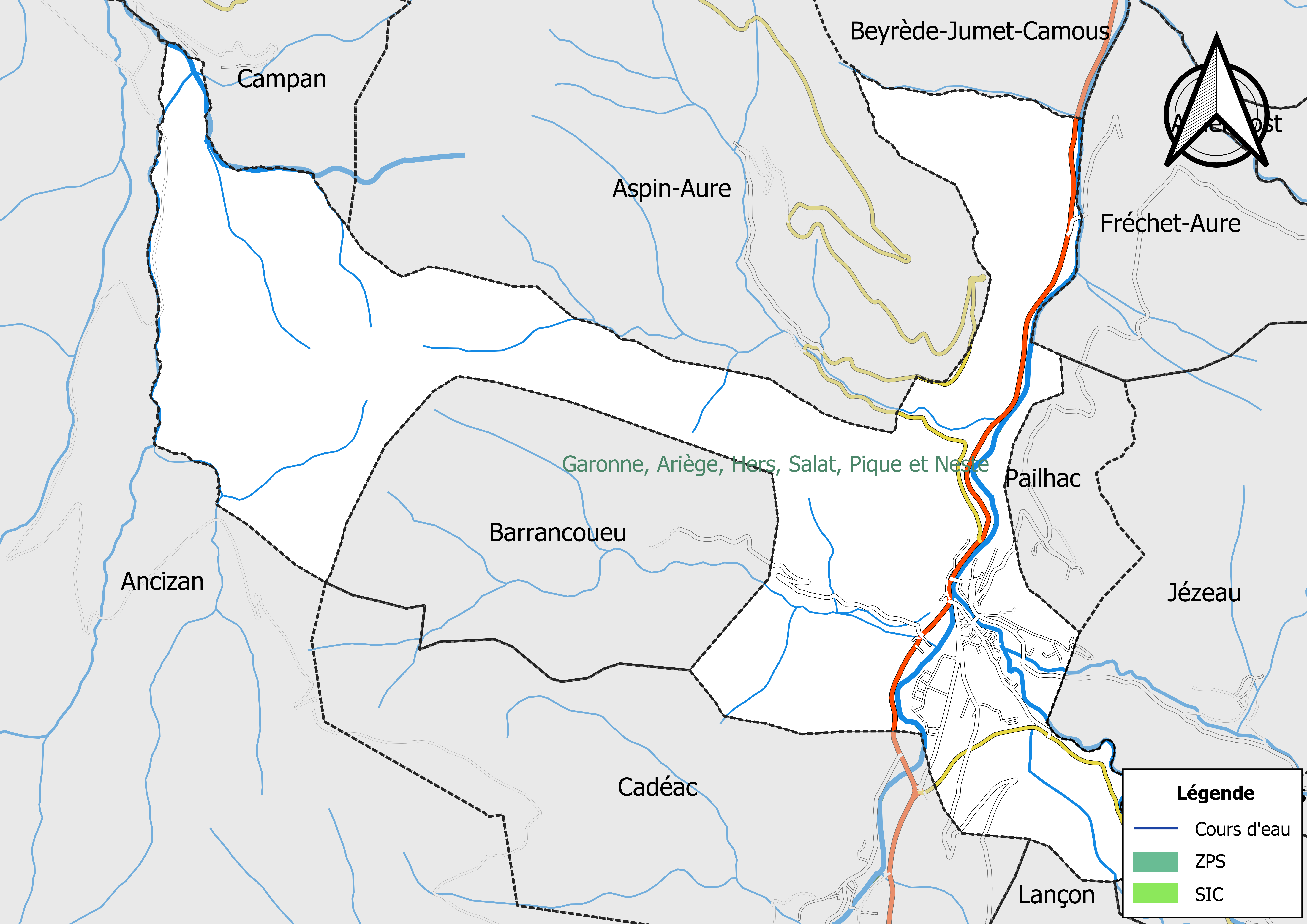
Site Natura 2000 sur le territoire communal.

Le réseau Natura 2000 est un réseau écologique européen de sites naturels d'intérêt écologique élaboré à partir des Directives « Habitats » et « Oiseaux », constitué de zones spéciales de conservation (ZSC) et de zones de protection spéciale (ZPS).
Un site Natura 2000 a été défini sur la commune au titre de la « directive Habitats » : « Garonne, Ariège, Hers, Salat, Pique et Neste », d'une superficie de 9 581 ha, un réseau hydrographique pour les poissons migrateurs (zones de frayères actives et potentielles importantes pour le Saumon en particulier qui fait l'objet d'alevinages réguliers et dont des adultes atteignent déjà Foix sur l'Ariège.

#### Zones naturelles d'intérêt écologique, faunistique et floristique
L’inventaire des zones naturelles d'intérêt écologique, faunistique et floristique (ZNIEFF) a pour objectif de réaliser une couverture des zones les plus intéressantes sur le plan écologique, essentiellement dans la perspective d’améliorer la connaissance du patrimoine naturel national et de fournir aux différents décideurs un outil d’aide à la prise en compte de l’environnement dans l’aménagement du territoire.
Six ZNIEFF de type 1 sont recensées sur la commune,
- « la Neste du Louron et ses affluents » (145 ha), couvrant 15 communes du département[27] ;
- la « montagne des Quatre Véziaux, Montarrouye et Gaoube » (3 754 ha), couvrant 8 communes du département[28] ;
- la « Neste moyenne et aval » (283 ha), couvrant 25 communes dont une dans la Haute-Garonne et 24 dans les Hautes-Pyrénées[29] ;
- « Payolle » (3 600 ha), couvrant 6 communes du département[30] ;
- les « vallons forestiers et milieux subalpins en rive droite du bas Louron » (6 635 ha), couvrant 17 communes dont deux dans la Haute-Garonne et 15 dans les Hautes-Pyrénées[31] ;
- le « versant est de la vallée de la Neste d'Aure, de l'Arbizon au col d'Aspin » (3 665 ha), couvrant 8 communes du département[32] ;

et quatre ZNIEFF de type 2,,
- le « bassin du Haut Adour » (27 303 ha), couvrant 18 communes du département[33] ;
- les « Garonne amont, Pique et Neste » (1 788 ha), couvrant 112 communes dont 42 dans la Haute-Garonne et 70 dans les Hautes-Pyrénées[34] ;
- la « Haute vallée d'Aure » (43 605 ha), couvrant 38 communes du département[35];
- la « vallée du Louron » (16 472 ha), couvrant 30 communes dont six dans la Haute-Garonne et 24 dans les Hautes-Pyrénées[36].

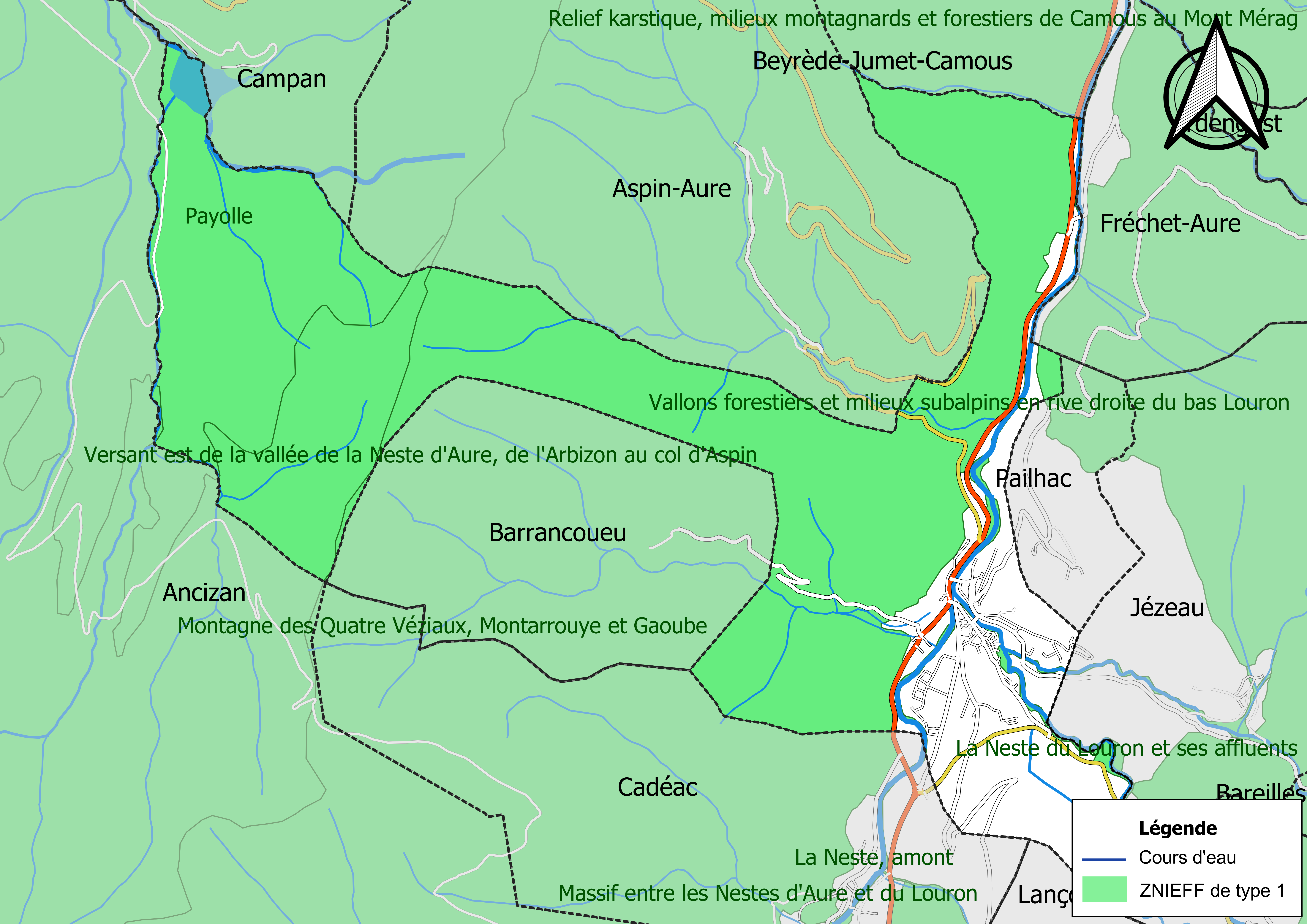
Carte des ZNIEFF de type 1 sur la commune.
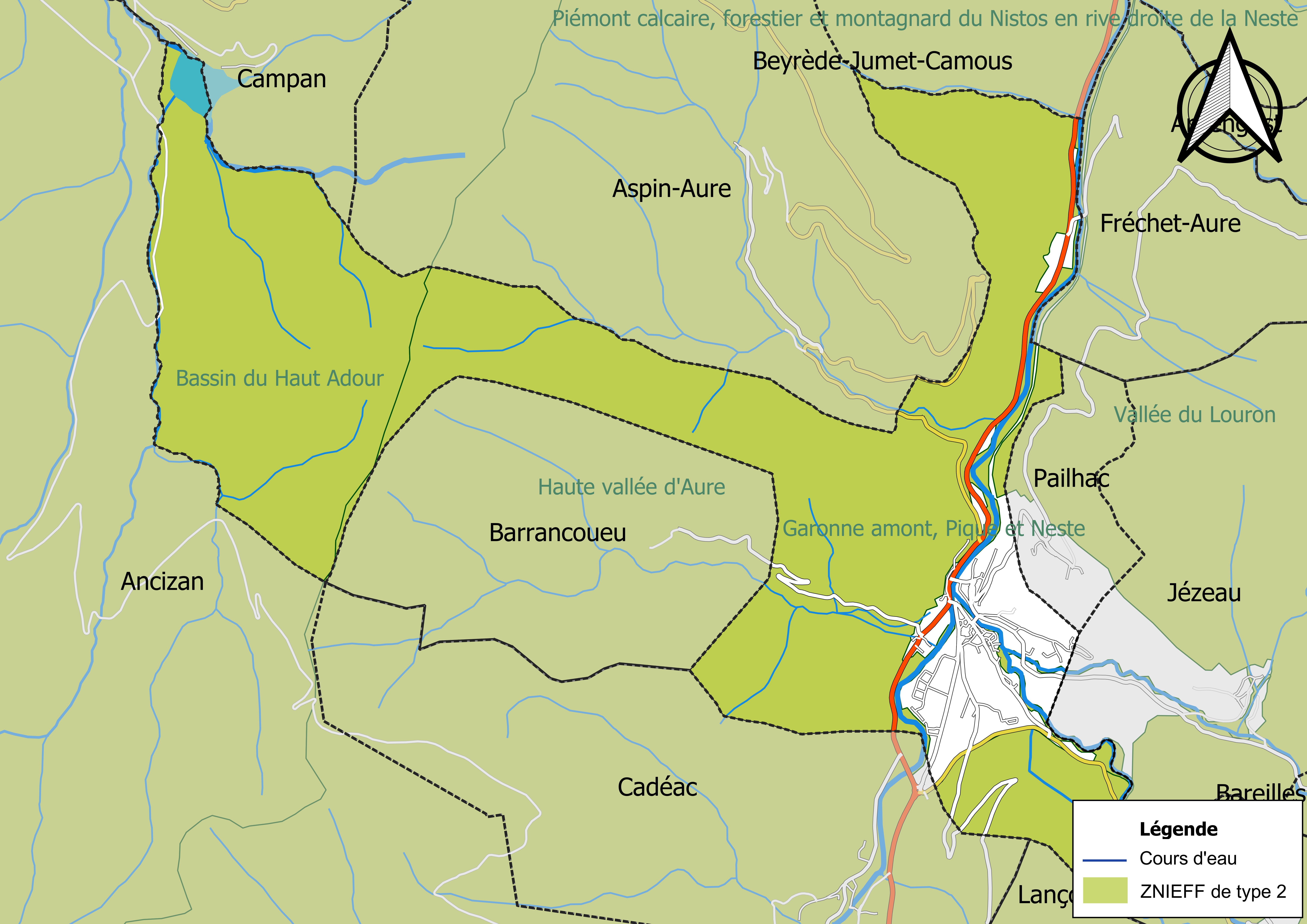
Carte des ZNIEFF de type 2 sur la commune.

## Urbanisme

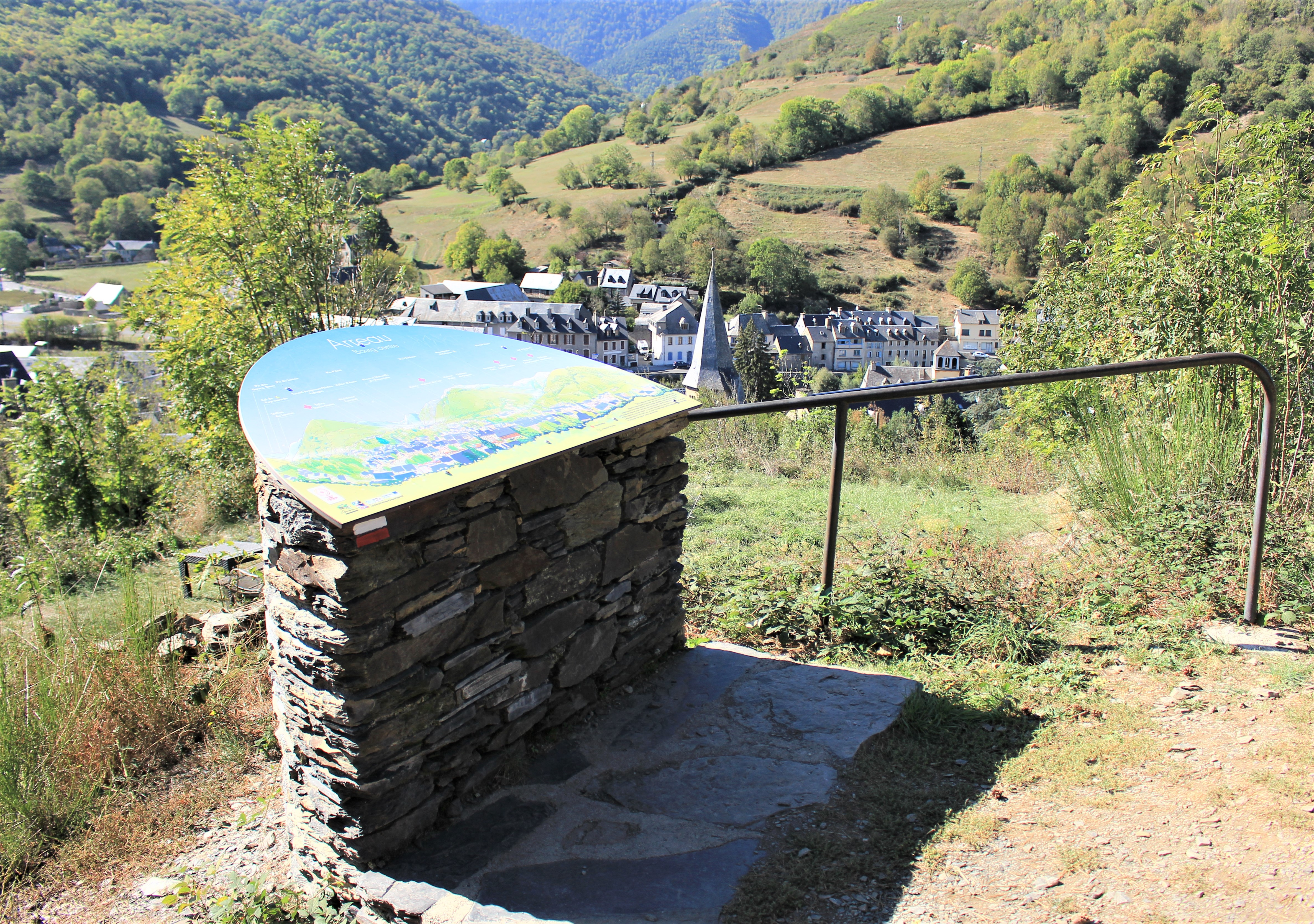
La table d'orientation.

### Typologie
Au 1er janvier 2024, Arreau est catégorisée commune rurale à habitat dispersé, selon la nouvelle grille communale de densité à sept niveaux définie par l'Insee en 2022.
Elle est située hors unité urbaine et hors attraction des villes,.

### Occupation des sols
L'occupation des sols de la commune, telle qu'elle ressort de la base de données européenne d’occupation biophysique des sols Corine Land Cover (CLC), est marquée par l'importance des forêts et milieux semi-naturels (80,4 % en 2018), une proportion identique à celle de 1990 (80,4 %). La répartition détaillée en 2018 est la suivante : 
forêts (60,8 %), milieux à végétation arbustive et/ou herbacée (19,6 %), zones agricoles hétérogènes (7,8 %), zones urbanisées (7,6 %), prairies (4,2 %).
L'IGN met par ailleurs à disposition un outil en ligne permettant de comparer l’évolution dans le temps de l’occupation des sols de la commune (ou de territoires à des échelles différentes). Plusieurs époques sont accessibles sous forme de cartes ou photos aériennes : la carte de Cassini (XVIIIe siècle), la carte d'état-major (1820-1866) et la période actuelle (1950 à aujourd'hui).

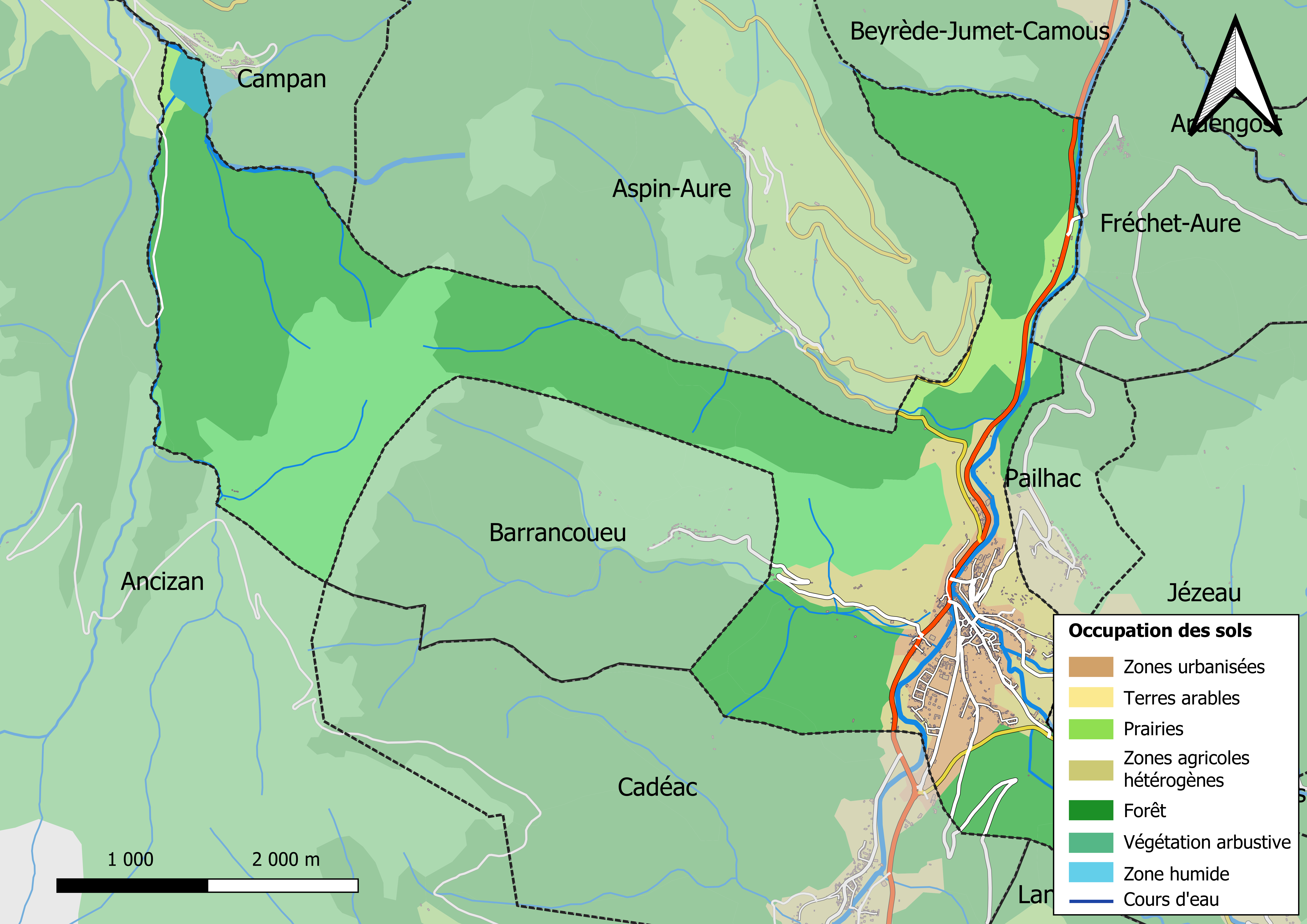
Carte des infrastructures et de l'occupation des sols en 2018 (CLC) de la commune.
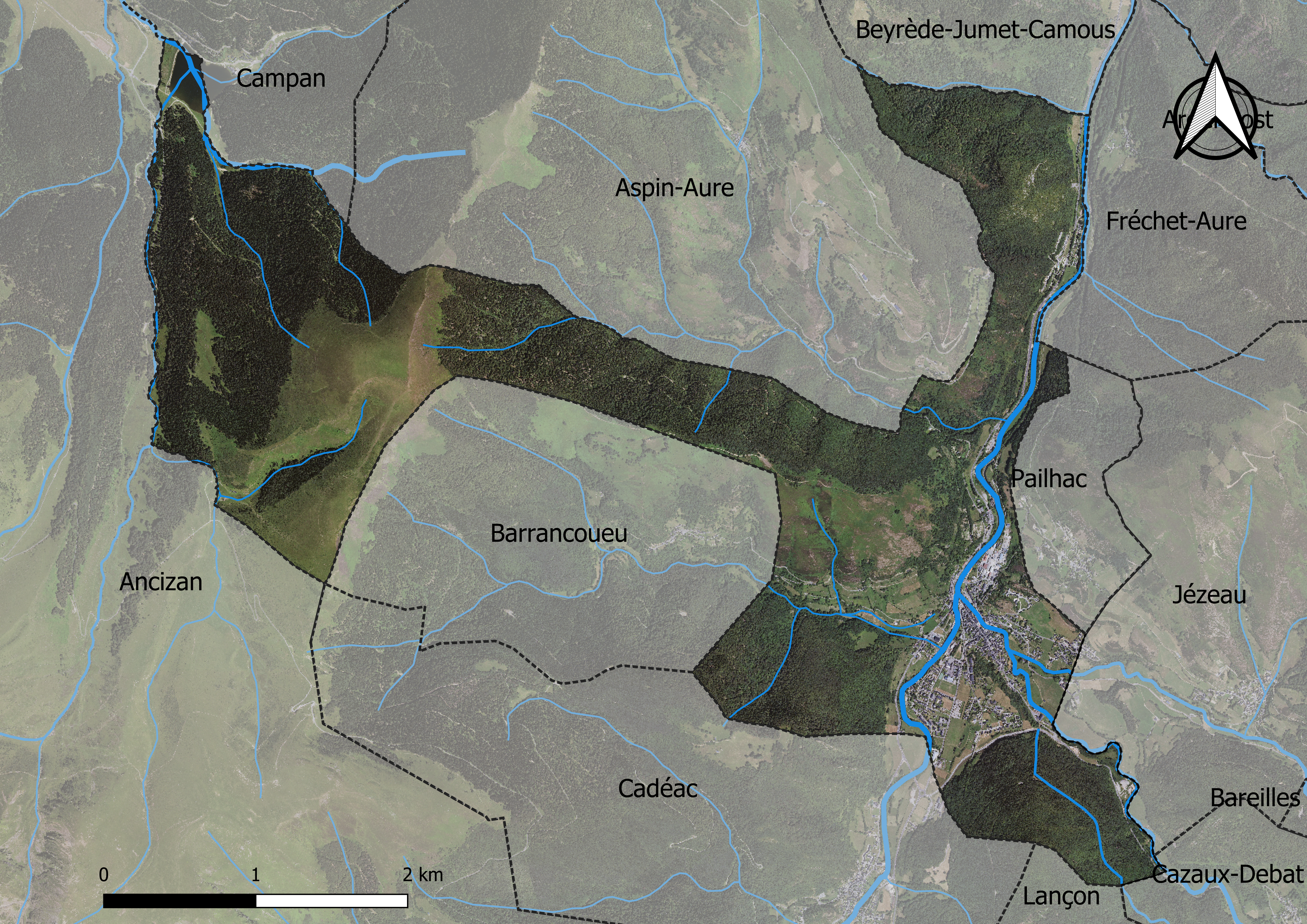
Carte orthophotogrammétrique de la commune.

### Voies de communication et transports
Cette commune est desservie par la route départementale D 929.

### Risques majeurs
Le territoire de la commune d'Arreau est vulnérable à différents aléas naturels : météorologiques (tempête, orage, neige, grand froid, canicule ou sécheresse), inondations, feux de forêts, mouvements de terrains et séisme (sismicité moyenne). Il est également exposé à un risque technologique, la rupture d'un barrage, et à un risque particulier : le risque de radon. Un site publié par le BRGM permet d'évaluer simplement et rapidement les risques d'un bien localisé soit par son adresse soit par le numéro de sa parcelle.

#### Risques naturels
Certaines parties du territoire communal sont susceptibles d’être affectées par le risque d’inondation par débordement de cours d'eau, notamment l'Adour, le Neste, la Neste du Louron et le ruisseau de Lastie. La cartographie des zones inondables en ex-Midi-Pyrénées réalisée dans le cadre du XIe Contrat de plan État-région, visant à informer les citoyens et les décideurs sur le risque d’inondation, est accessible sur le site de la DREAL Occitanie. La commune a été reconnue en état de catastrophe naturelle au titre des dommages causés par les inondations et coulées de boue survenues en 1982, 1999, 2001, 2009, 2012 et 2013,.
Arreau est exposée au risque de feu de forêt. Un plan départemental de protection des forêts contre les incendies a été approuvé par arrêté préfectoral le 21 avril 2020 pour la période 2020-2029. Le précédent couvrait la période 2007-2017. L’emploi du feu est régi par deux types de réglementations. D’abord le code forestier et l’arrêté préfectoral du 27 octobre 2014, qui réglementent l’emploi du feu à moins de 200 m des espaces naturels combustibles sur l’ensemble du département. Ensuite celle établie dans le cadre de la lutte contre la pollution de l’air, qui interdit le brûlage des déchets verts des particuliers. L’écobuage est quant à lui réglementé dans le cadre de commissions locales d’écobuage (CLE).

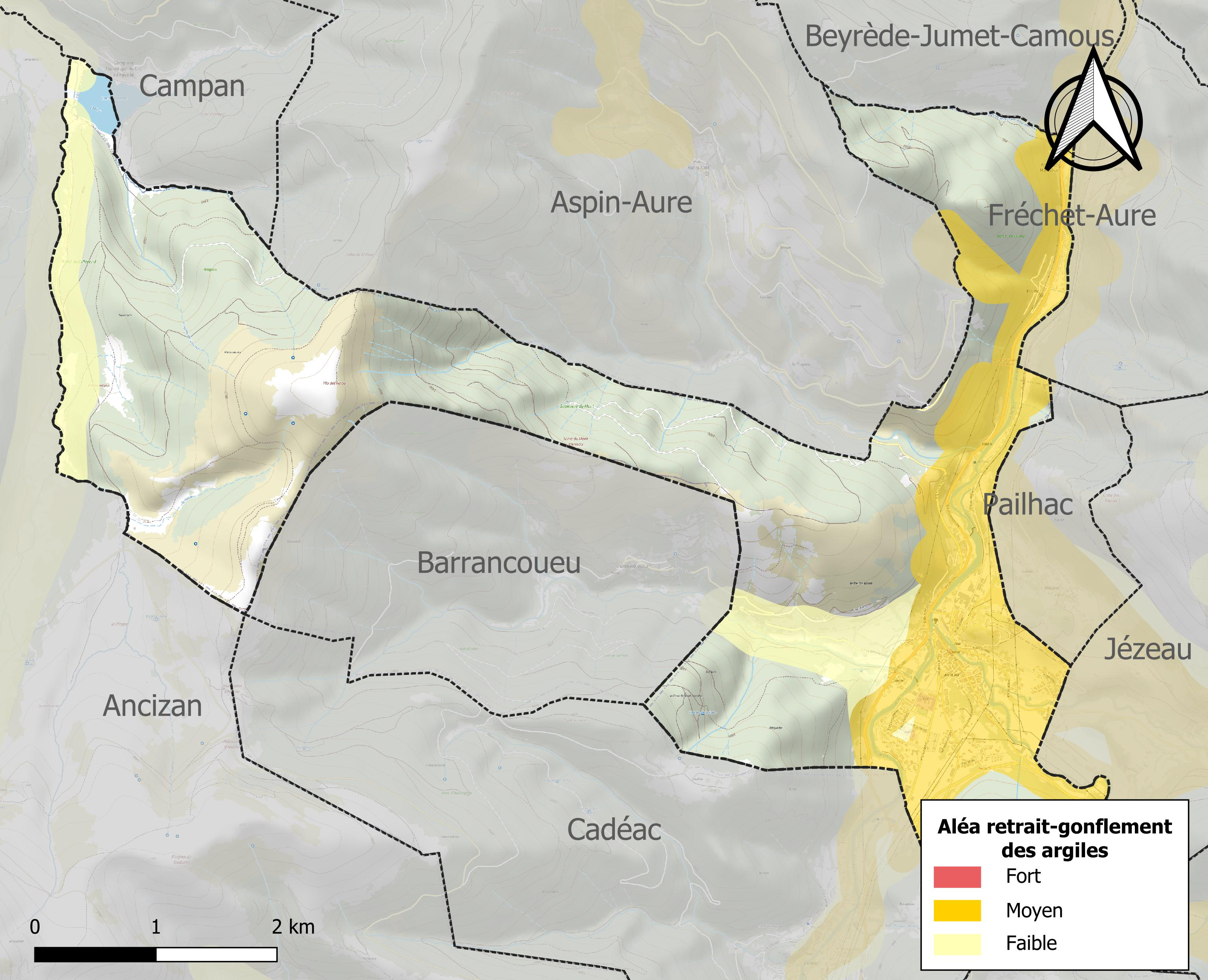
Carte des zones d'aléa retrait-gonflement des sols argileux d'Arreau.

Les mouvements de terrains susceptibles de se produire sur la commune sont des mouvements de sols liés à la présence d'argile et des tassements différentiels.
Le retrait-gonflement des sols argileux est susceptible d'engendrer des dommages importants aux bâtiments en cas d’alternance de périodes de sécheresse et de pluie. 22,4 % de la superficie communale est en aléa moyen ou fort (44,5 % au niveau départemental et 48,5 % au niveau national). Sur les 437 bâtiments dénombrés sur la commune en 2019, 423 sont en aléa moyen ou fort, soit 97 %, à comparer aux 75 % au niveau départemental et 54 % au niveau national. Une cartographie de l'exposition du territoire national au retrait gonflement des sols argileux est disponible sur le site du BRGM,.
Par ailleurs, afin de mieux appréhender le risque d’affaissement de terrain, l'inventaire national des cavités souterraines permet de localiser celles situées sur la commune.
Concernant les mouvements de terrains, la commune a été reconnue en état de catastrophe naturelle au titre des dommages causés par des mouvements de terrain en 1999 et 2013.

#### Risques technologiques
La commune est en outre située en aval d'un barrage de classe A. À ce titre elle est susceptible d’être touchée par l’onde de submersion consécutive à la rupture de cet ouvrage.

#### Risque particulier
Dans plusieurs parties du territoire national, le radon, accumulé dans certains logements ou autres locaux, peut constituer une source significative d’exposition de la population aux rayonnements ionisants. Certaines communes du département sont concernées par le risque radon à un niveau plus ou moins élevé. Selon la classification de 2018, la commune d'Arreau est classée en zone 3, à savoir zone à potentiel radon significatif.

## Toponymie

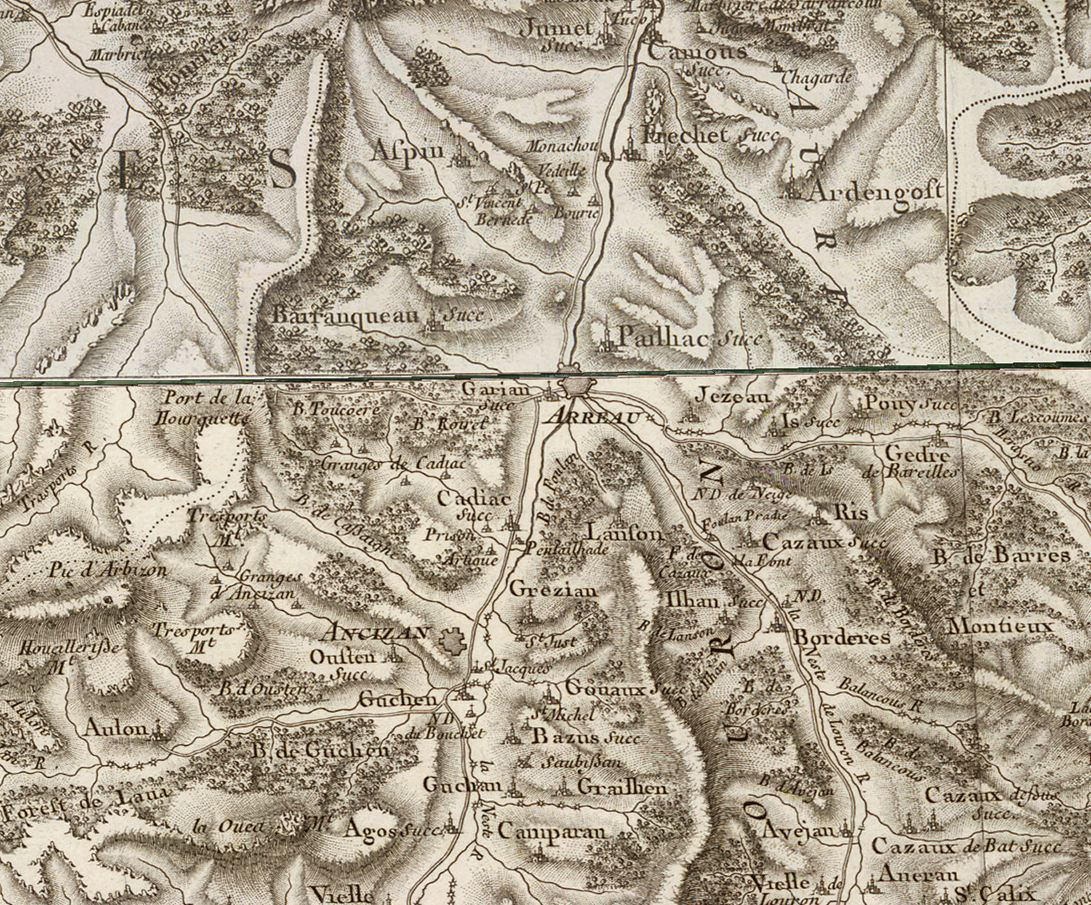
Extrait de la carte de Cassini (entre 1756 et 1789) situant Arreau.

Michel Grosclaude et Jean-François Le Nail rapportent les dénominations historiques du village :
Dénominations historiques :
- In loco de Aire, latin et gascon (1387, pouillé du Comminges) ;
- Arreau (fin XVIIIe siècle, carte de Cassini).

Nom occitan : Àrreu.
Étymologie : le toponyme Arreau pourrait être basé sur la racine basque harr- 'pierre',. Marie-Thérèse Morlet propose pour la forme Arreau un toponyme avec le sens de « jardin entourant la maison ».
Antiquité : l'origine du nom Arreau viendrait des Arvaques, tribu celtibère.

## Histoire

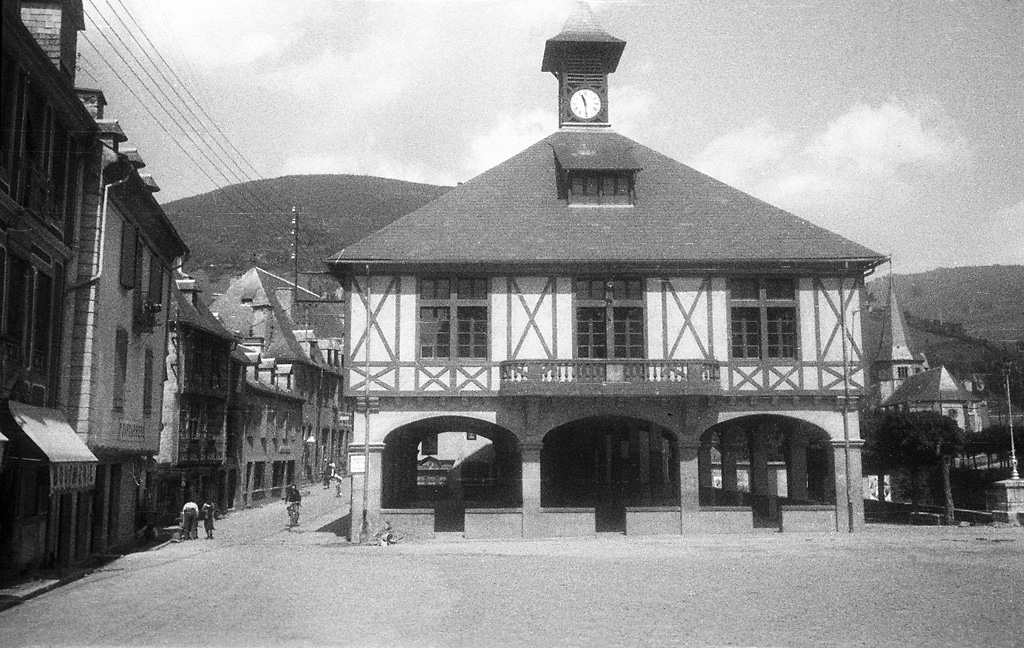
Mairie d'Arreau et sa place en août 1937. Photographie de Berit Wallenberg, Direction nationale du patrimoine de Suède.

Arreau est l'ancienne capitale des Quatre-Vallées.
Elle se situe sur un itinéraire secondaire du pèlerinage de Saint-Jacques-de-Compostelle : le chemin de la vallée d'Aure.
Le premier train arrive en gare d'Arreau le 1er août 1897, jour de la mise en service de la ligne de Lannemezan à Arreau, embranchement électrifié à voie unique de la ligne de Toulouse à Bayonne, par la Compagnie des chemins de fer du Midi et du canal latéral à la Garonne. Le trafic voyageurs est fermé sur toute la ligne en 1969, puis la Société nationale des chemins de fer français (SNCF) ferme à tout trafic la section de la gare de Sarrancolin à celle d'Arreau. L'ancien bâtiment voyageurs est désaffecté puis racheté par la mairie qui le revend à une entreprise qui y installe ses bureaux. La ligne est déferrée depuis l'ancien bâtiment voyageurs jusqu'aux abords du village.
La commune attire l'attention en 1953 en raison d'un meurtre sordide qui y est commis le 26 février : un couple d'alcooliques tue et découpe un homme âgé qui logeait chez eux et leur avait prêté de l'argent. Les gendarmes découvrent notamment sa tête et ses pieds mis à bouillir dans la lessiveuse. Ils sont condamnés aux travaux forcés à perpétuité en décembre 1954,.
Par le décret du 29 mars 2019, une partie de territoire de la commune de Campan est rattachée à la commune d'Arreau.

## Politique et administration

### Intercommunalité
Arreau est le siège de la communauté de communes Aure Louron, créée au 1er janvier 2017, qui réunit 47 communes.

### Liste des maires
| Période                                  | Période   | Identité               | Étiquette | Qualité                                          |
| ---------------------------------------- | --------- | ---------------------- | --------- | ------------------------------------------------ |
| Les données manquantes sont à compléter. |           |                        |           |                                                  |
| 1944                                     | 1971      | Jean Rolland           |           |                                                  |
| mars 1971                                | mars 1977 | Exupère Verdier        |           |                                                  |
| mars 1977                                | mars 1995 | Bénito (Benoit) Buetas | DVG       |                                                  |
| mars 1995                                | mars 2014 | Guy Vidailhet          |           |                                                  |
| mars 2014                                | en cours  | Philippe Carrère       | SE        | Agent EDF Président de la communauté de communes |

### Jumelages

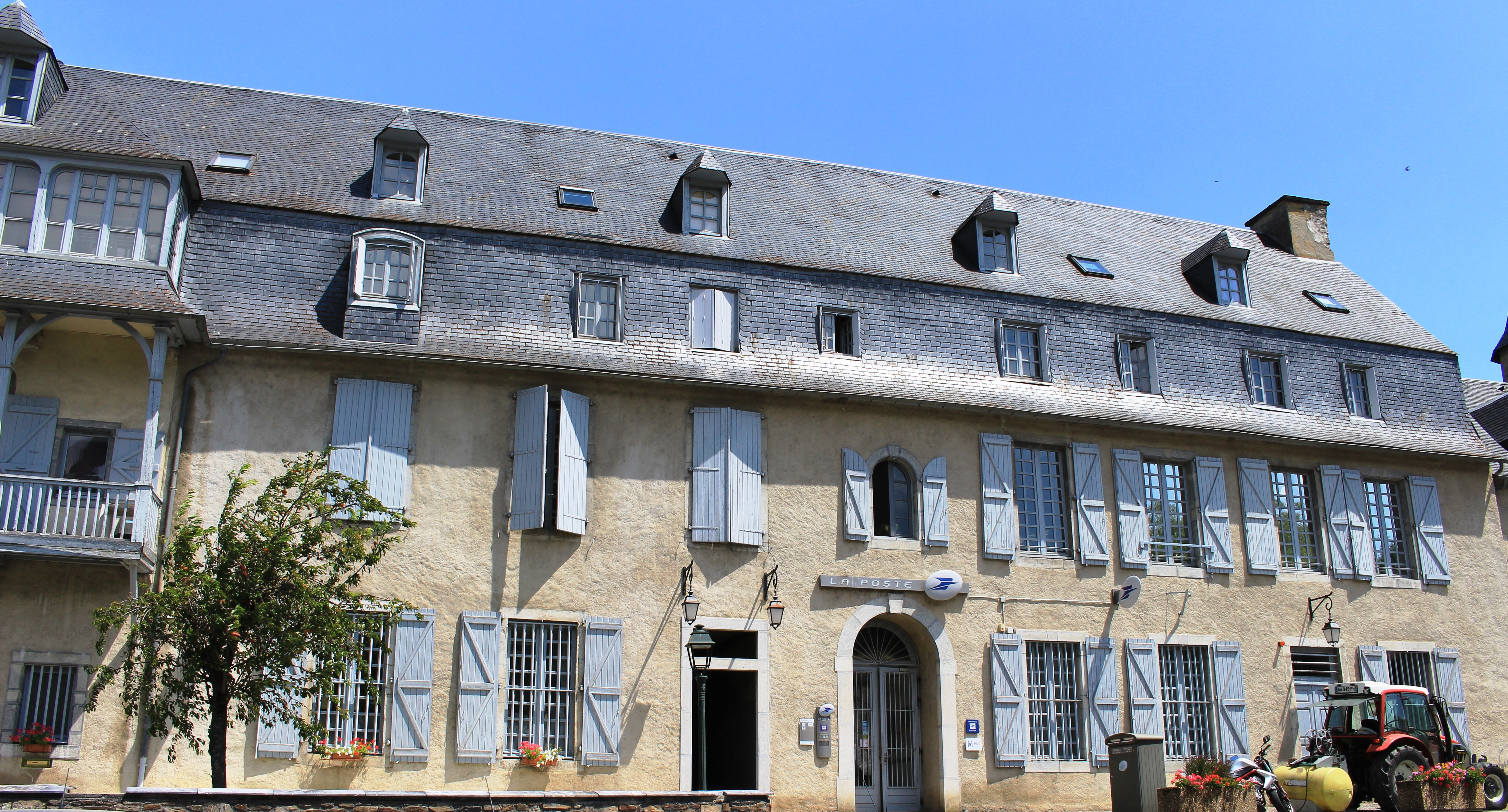
La Poste en 2019.

- Ainsa-Sobrarbe (Espagne).

## Population et société

### Démographie
L'évolution du nombre d'habitants est connue à travers les recensements de la population effectués dans la commune depuis 1793. Pour les communes de moins de 10 000 habitants, une enquête de recensement portant sur toute la population est réalisée tous les cinq ans, les populations de référence des années intermédiaires étant quant à elles estimées par interpolation ou extrapolation. Pour la commune, le premier recensement exhaustif entrant dans le cadre du nouveau dispositif a été réalisé en 2006.

En 2022, la commune comptait 732 habitants, en évolution de −3,3 % par rapport à 2016 (Hautes-Pyrénées : +1,59 %, France hors Mayotte : +2,11 %).
| 1793 | 1800 | 1806  | 1821  | 1831  | 1836  | 1841  | 1846  | 1851  |
| ---- | ---- | ----- | ----- | ----- | ----- | ----- | ----- | ----- |
| 854  | 979  | 1 110 | 1 291 | 1 480 | 1 479 | 1 593 | 1 505 | 1 515 |

| 1856  | 1861  | 1866  | 1872  | 1876  | 1881  | 1886  | 1891  | 1896 |
| ----- | ----- | ----- | ----- | ----- | ----- | ----- | ----- | ---- |
| 1 270 | 1 330 | 1 298 | 1 343 | 1 226 | 1 188 | 1 194 | 1 077 | 994  |

| 1901  | 1906 | 1911 | 1921  | 1926 | 1931  | 1936 | 1946 | 1954 |
| ----- | ---- | ---- | ----- | ---- | ----- | ---- | ---- | ---- |
| 1 000 | 979  | 998  | 1 091 | 919  | 1 001 | 997  | 939  | 999  |

| 1962 | 1968 | 1975 | 1982 | 1990 | 1999 | 2006 | 2011 | 2016 |
| ---- | ---- | ---- | ---- | ---- | ---- | ---- | ---- | ---- |
| 876  | 936  | 913  | 816  | 853  | 823  | 838  | 809  | 757  |

| 2021 | 2022 | - | - | - | - | - | - | - |
| ---- | ---- | - | - | - | - | - | - | - |
| 752  | 732  | - | - | - | - | - | - | - |

### Arreau et le cyclisme

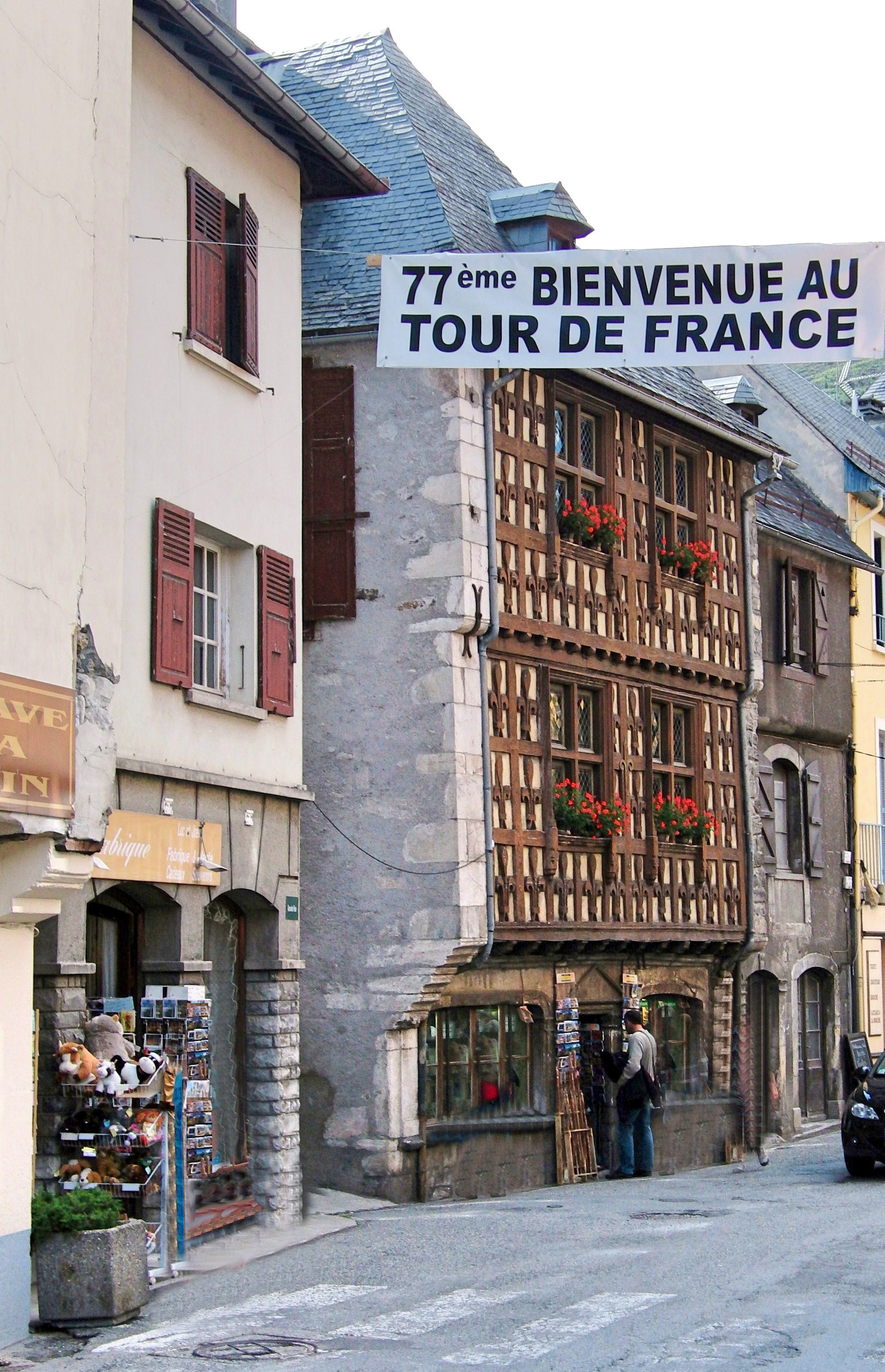
Banderole « Bienvenue au 77e (1990) Tour de France à Arreau ».

La ville a vu passer de nombreuses épreuves de cyclisme amateur ou professionnel, en particulier le Tour de France.
La 17e étape du Tour de France 2014 qui s'est déroulée le mercredi 23 juillet 2014 entre Saint-Gaudens et Saint-Lary-Soulan-Pla d'Adet a été remportée par le coureur polonais Rafał Majka.

## Économie

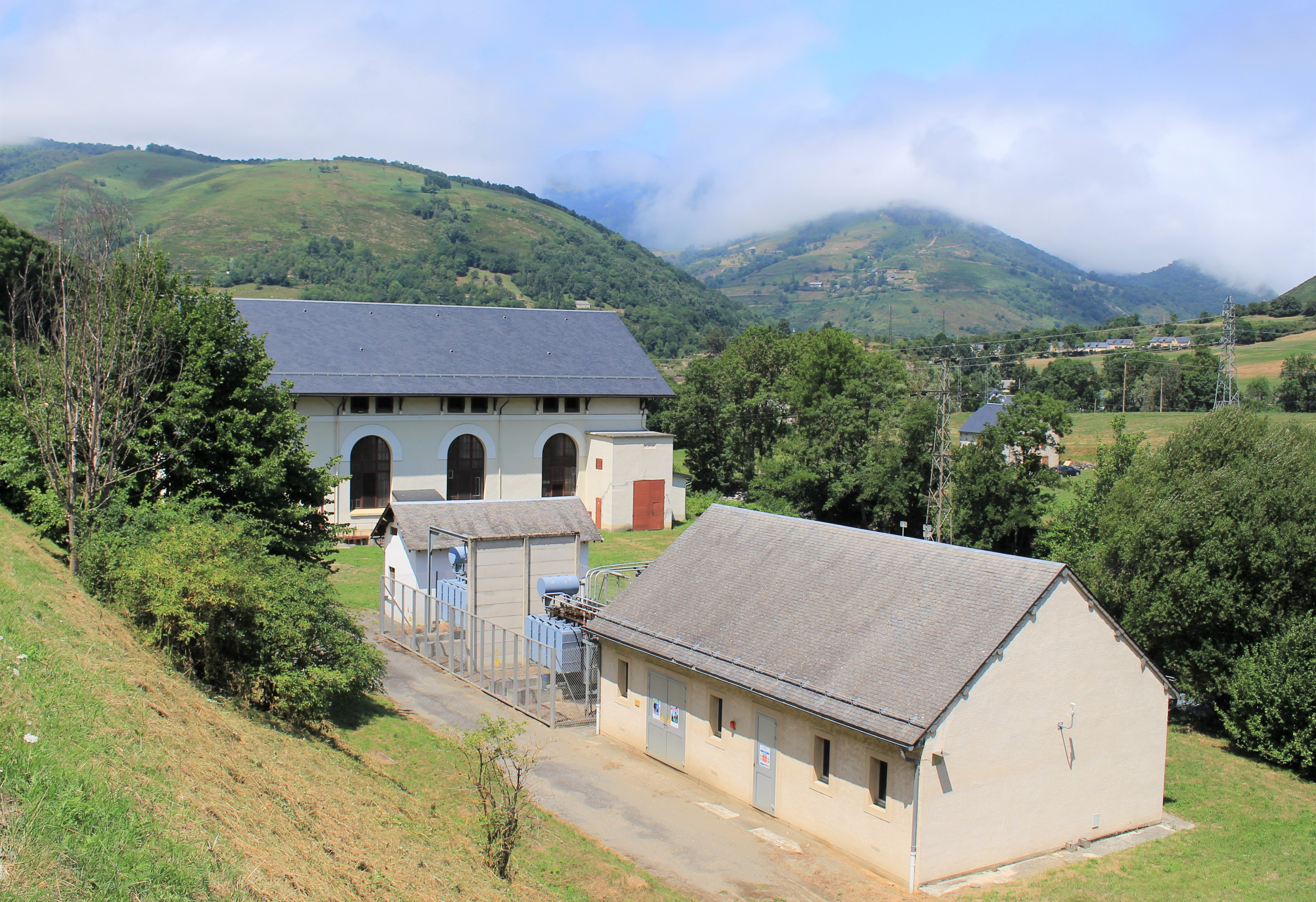
La centrale hydroélectrique de Bordères

.

### Revenus
En 2018, la commune compte 350 ménages fiscaux, regroupant 702 personnes. La médiane du revenu disponible par unité de consommation est de 19 530 € (20 420 € dans le département).

### Emploi
| Division       | 2008  | 2013  | 2018  |
| -------------- | ----- | ----- | ----- |
| Commune        | 8,5 % | 7,5 % | 8 %   |
| Département    | 7,7 % | 9,4 % | 9,8 % |
| France entière | 8,3 % | 10 %  | 10 %  |

En 2018, la population âgée de 15 à 64 ans s'élève à 471 personnes, parmi lesquelles on compte 81,3 % d'actifs (73,3 % ayant un emploi et 8 % de chômeurs) et 18,7 % d'inactifs,. En  2018, le taux de chômage communal (au sens du recensement) des 15-64 ans est inférieur à celui de la France et du département, alors qu'en 2008 la situation était inverse.
La commune est hors attraction des villes,. Elle compte 568 emplois en 2018, contre 587 en 2013 et 526 en 2008. Le nombre d'actifs ayant un emploi résidant dans la commune est de 351, soit un indicateur de concentration d'emploi de 162 % et un taux d'activité parmi les 15 ans ou plus de 59,8 %.
Sur ces 351 actifs de 15 ans ou plus ayant un emploi, 183 travaillent dans la commune, soit 52 % des habitants. Pour se rendre au travail, 71,7 % des habitants utilisent un véhicule personnel ou de fonction à quatre roues, 0,3 % les transports en commun, 16,5 % s'y rendent en deux-roues, à vélo ou à pied et 11,5 % n'ont pas besoin de transport (travail au domicile).

## Culture locale et patrimoine

### Lieux et monuments

#### Patrimoine civil
- Le château des Nestes (ou château Camou), XVIIe et XIXe siècles, ayant accueilli une commanderie, abrite en 2010 l'office du tourisme et le musée des Cagots. Il est inscrit aux monuments historiques depuis 1981[60],[61].
- Le château de Ségure, XIVe au XVIIIe siècle[62] ;
- La maison des Lys, maison gothique des XVIe et XVIIe siècles, doit son nom aux multiples fleurs de lys de bois parant sa façade[63],[64] est partiellement classée monument historique depuis 1912 ;
- La maison de saint Exupère, XVIe siècle, partiellement inscrite depuis 1928[65],[66] ;
- Halle-mairie récente[67] ;
- Les maisons Artigue[68], Cazala[69], Ducuing-Forgue[70], Féraud[71], Laguens[72], Latour[73], Mouré[74], Pic Molié[75] et de nombreuses autres maisons et fermes du XVIe au XXe siècle[76] ;
- Le pont[77] de la D 918, datant de 1861 ;
- La gare Arreau-Cadéac[78], datant de 1897.

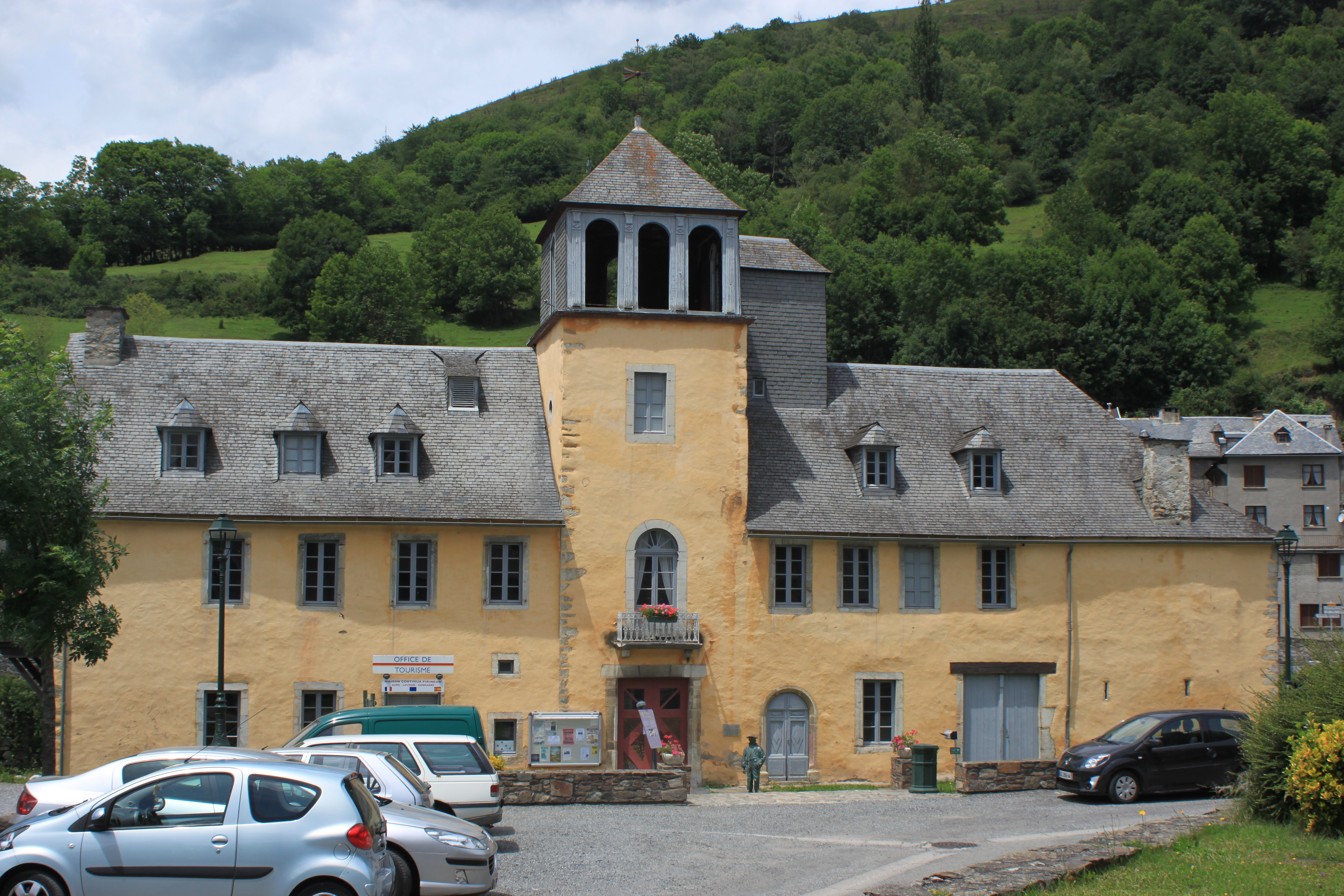
Le château des Nestes. Façade est.
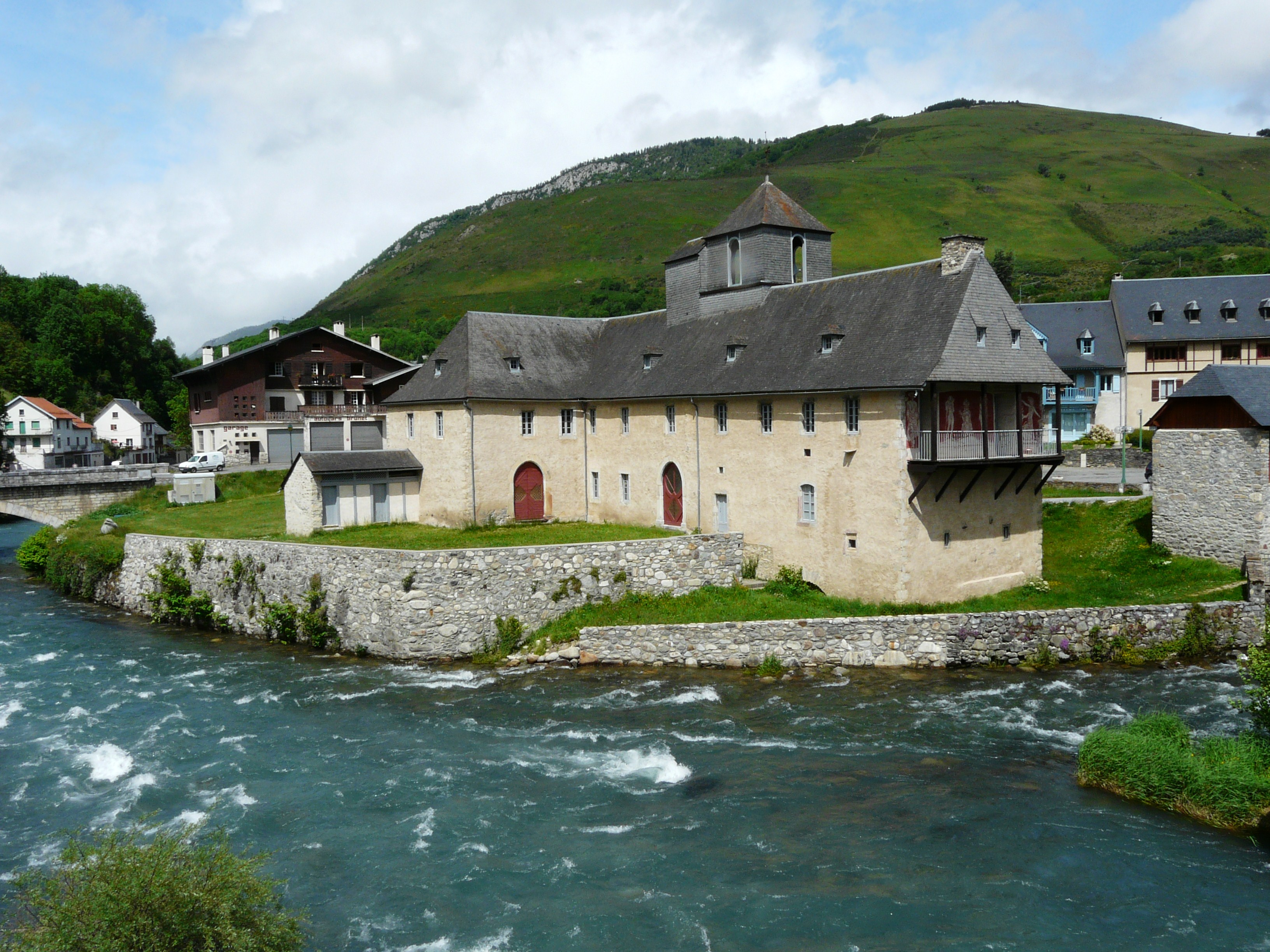
Le château des Nestes. Façade ouest.
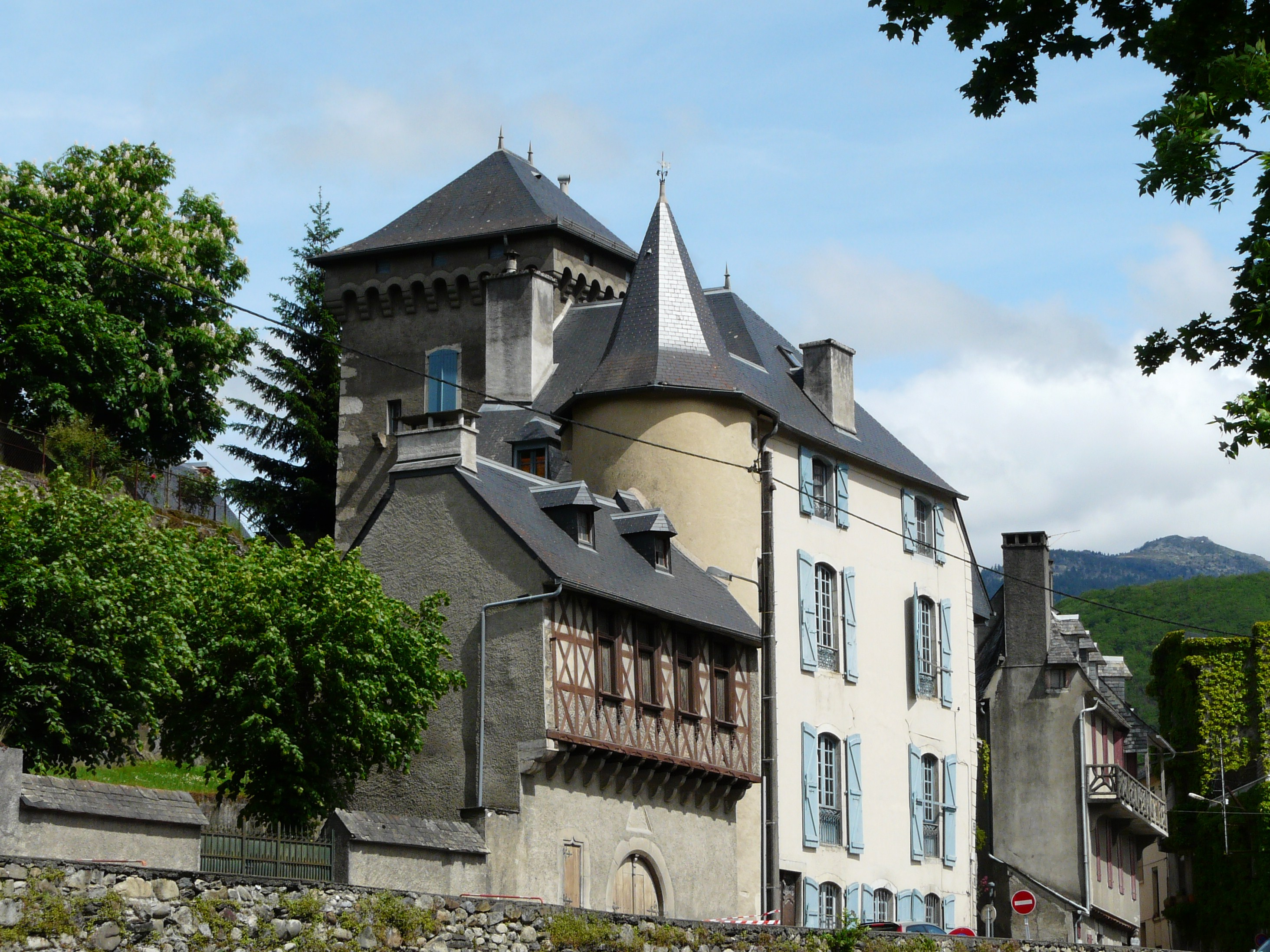
Le château de Ségure. Vue nord.
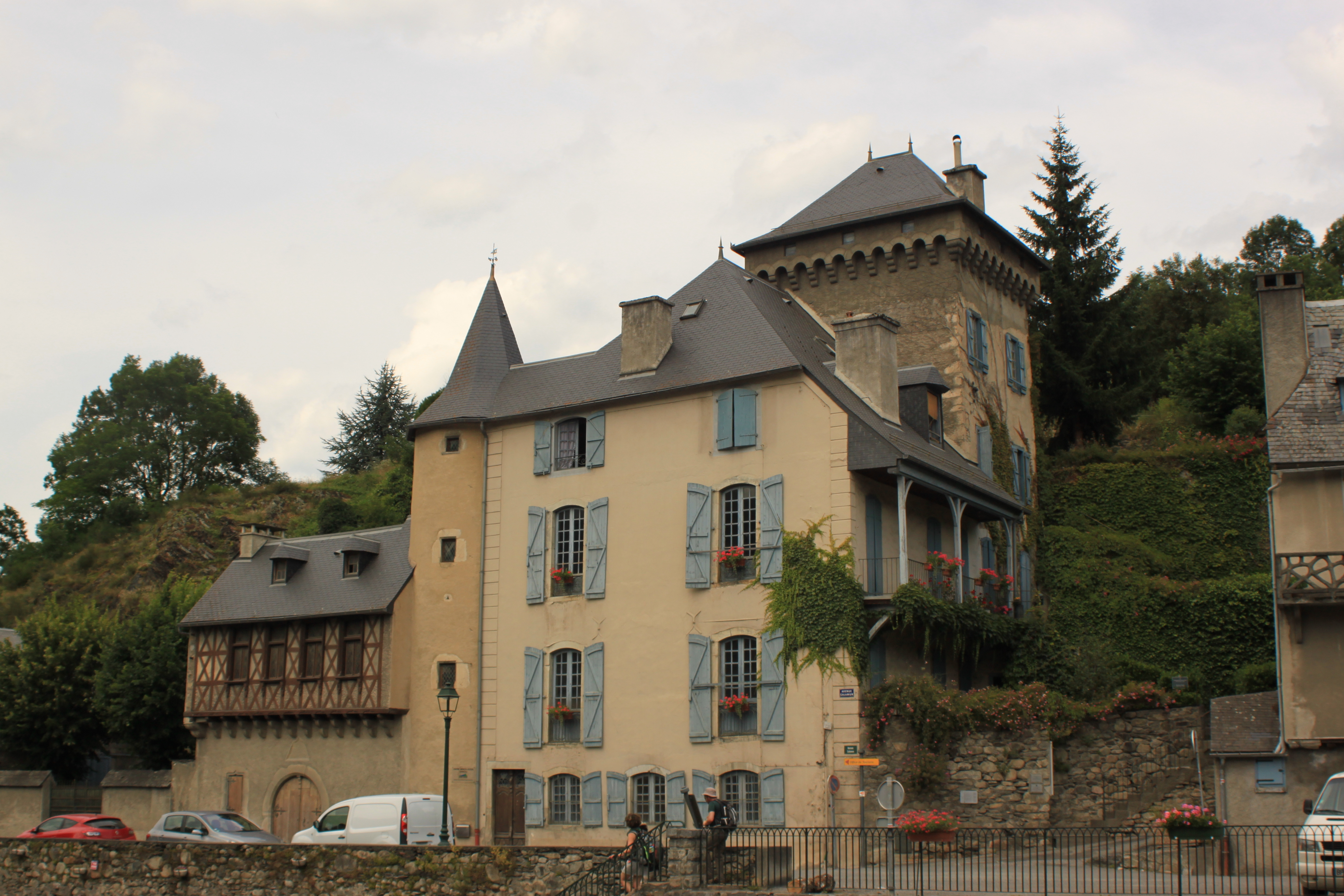
Le château de Ségure. Vue sud.
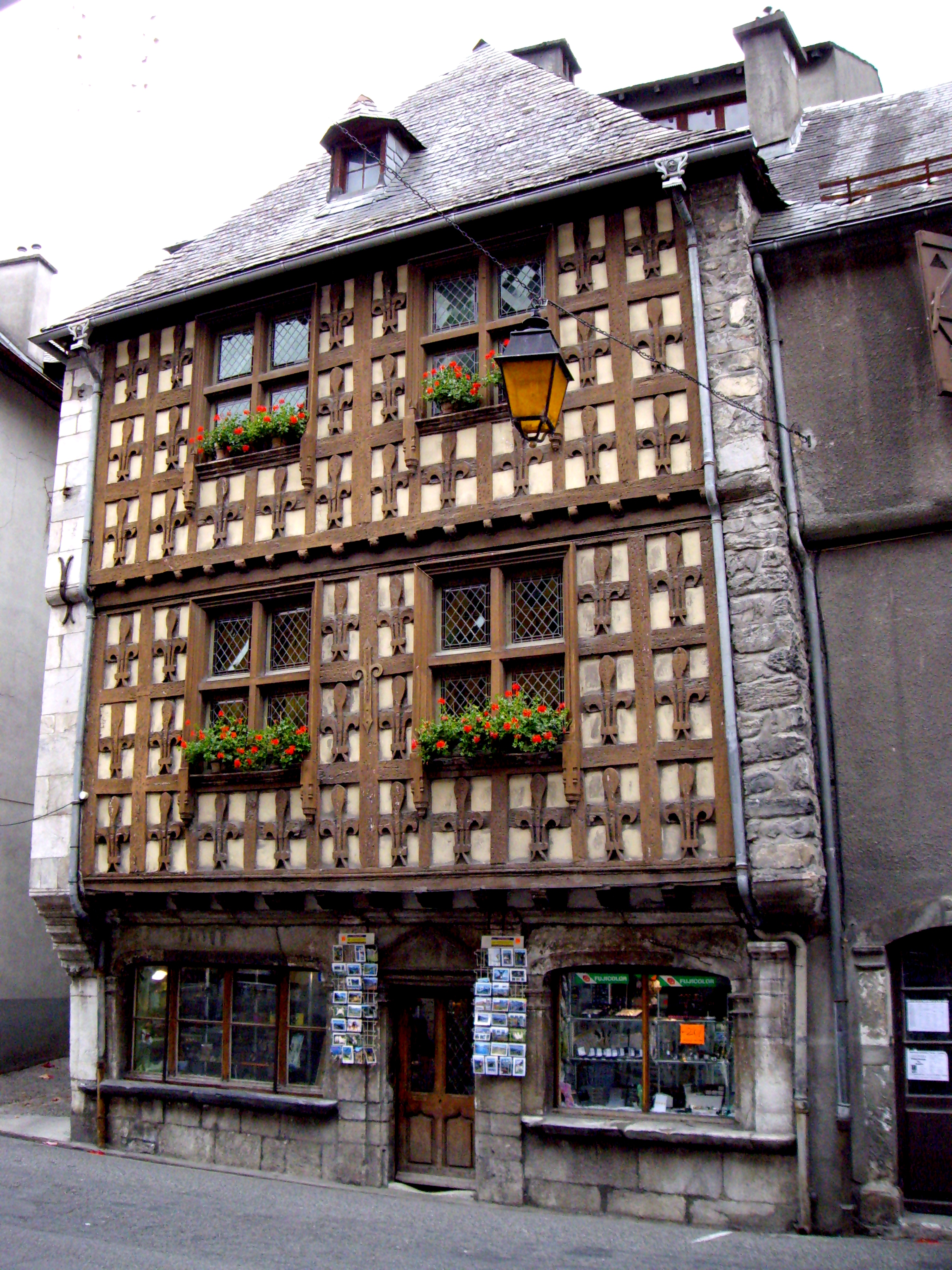
La maison des Lys.
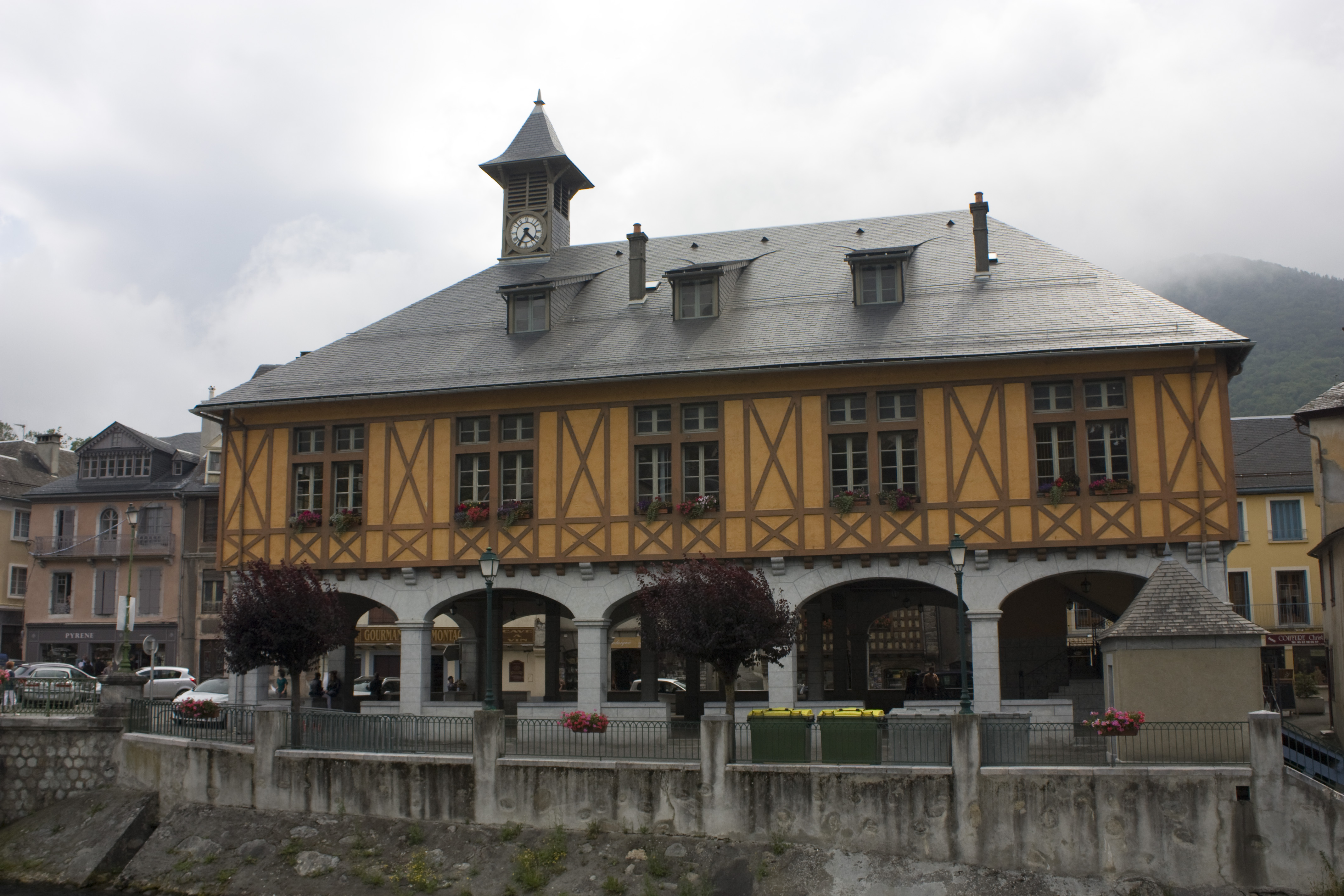
La mairie-halle.

#### Patrimoine religieux

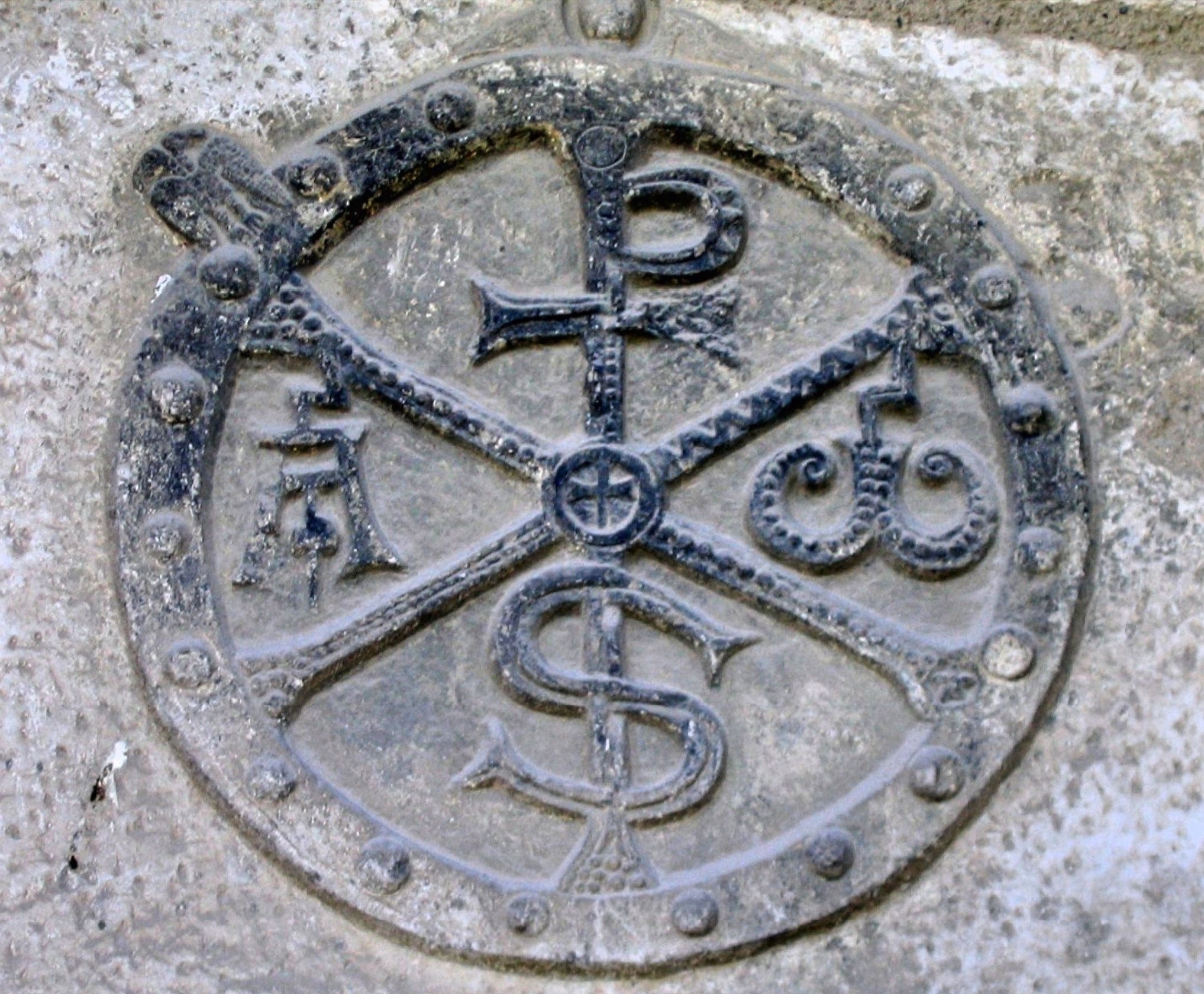
Chrisme (xiie siècle) en l'église Saint Exupère

- Église (ou chapelle) Saint-Exupère, XVIe siècle, classée depuis 1952[79],[80] ;
- Église Notre-Dame, XVIe et XVIIIe siècles, inscrite depuis 1928[81],[82], richement décorée. Elle abrite une pietà datant du XVIe siècle et un monumental retable du XVIIe siècle ;
- Chapelle Saint-Michel de Garian, XIIe et XIXe siècles[83] ;
- Chapelle Notre-Dame-du-Bon-Rencontre, chapelle des pèlerins reconstruite au XIXe siècle[84] ;
- Chapelle Saint-Laurent, ruinée avant la Révolution, matérialisée, en 1866, par une croix de fonte ;
- Chapelle Saint-Jacques, disparue à la Révolution.
- Le Calvaire

.

Sélection de vues des édifices religieux
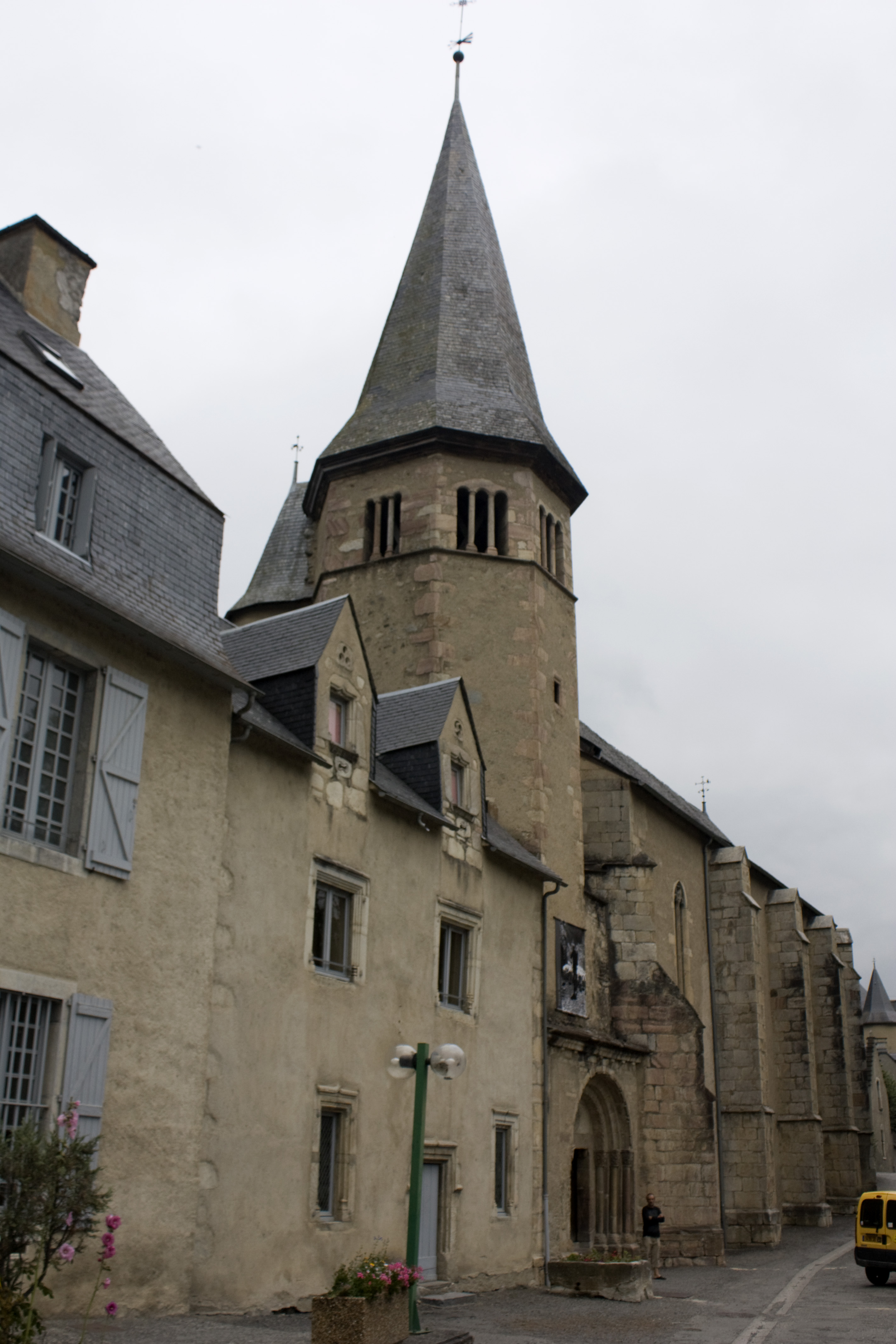
L'église Saint-Exupère.
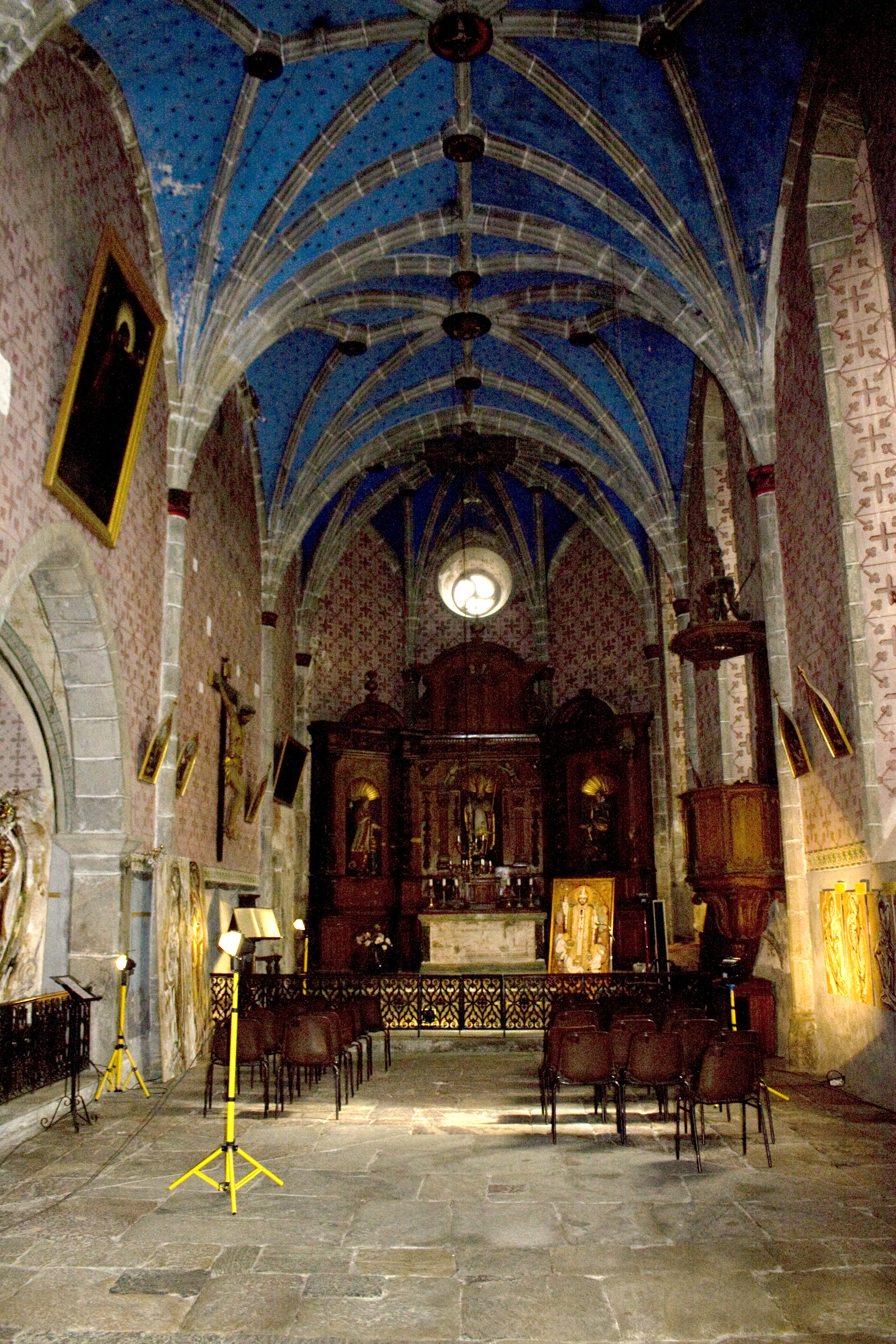
La nef de l'église Saint-Exupère.
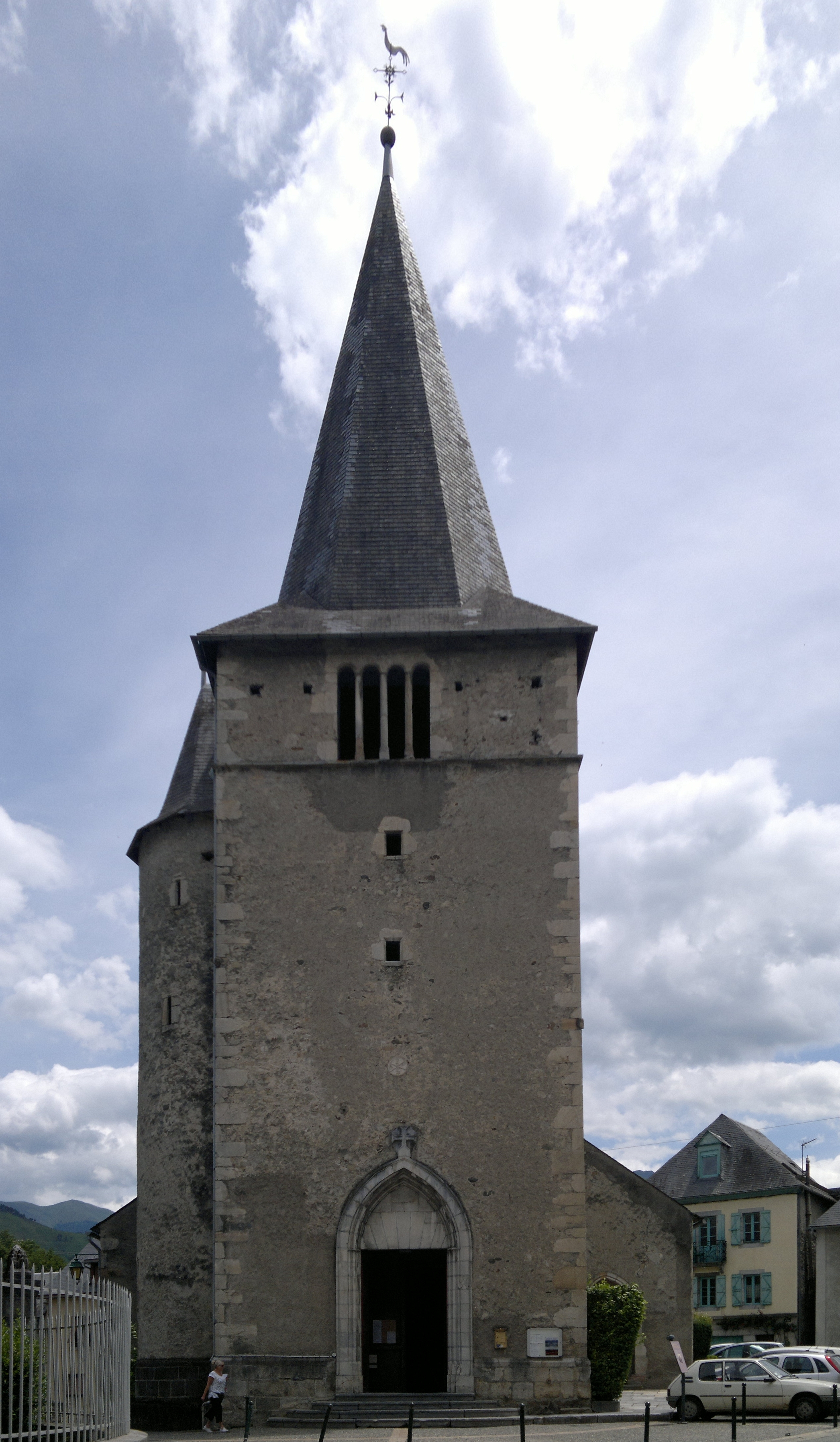
Notre-Dame-de-l'Assomption.
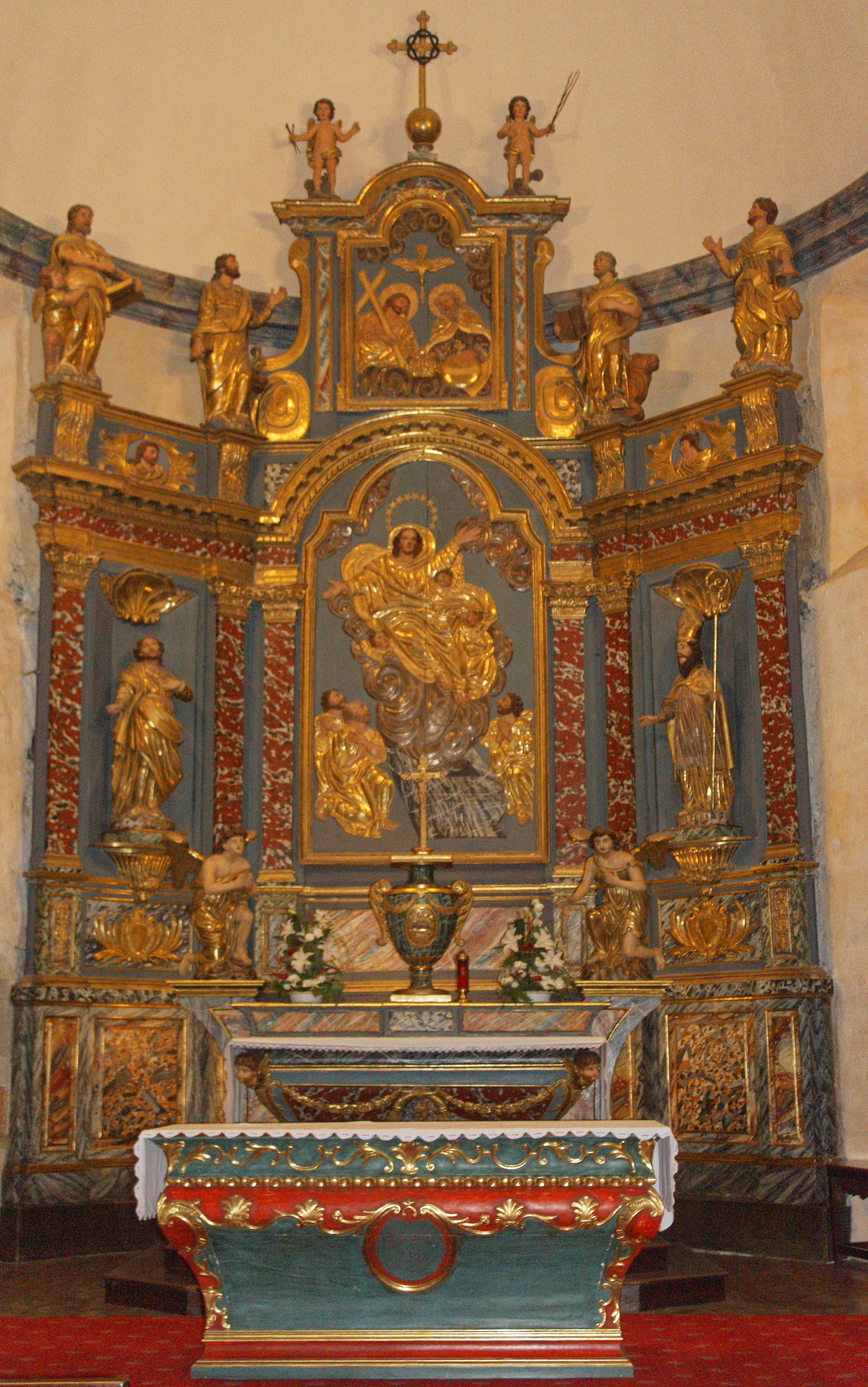
L'autel et le retable de l'église Notre-Dame.
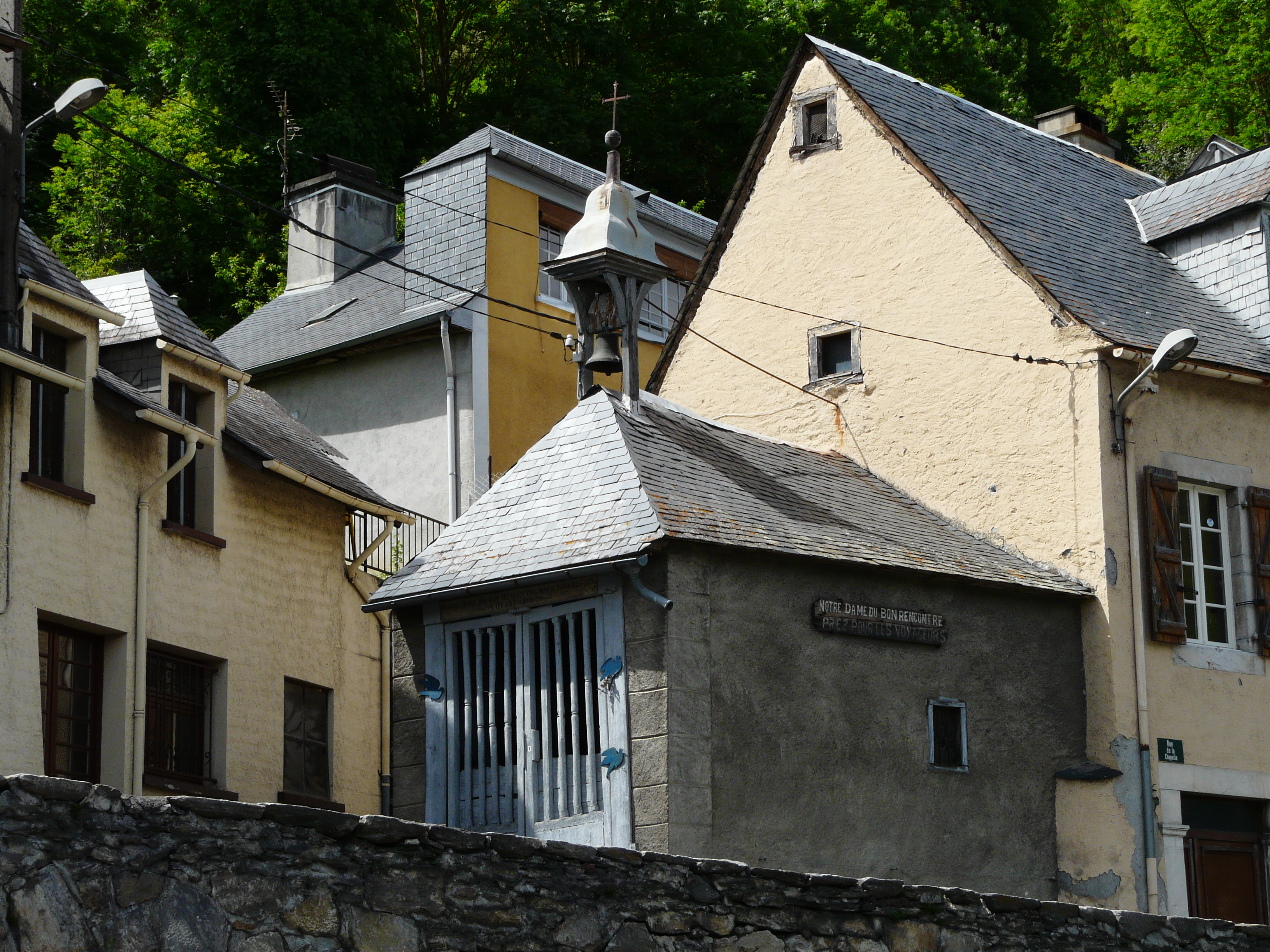
La chapelle Notre-Dame-du-Bon-Rencontre.
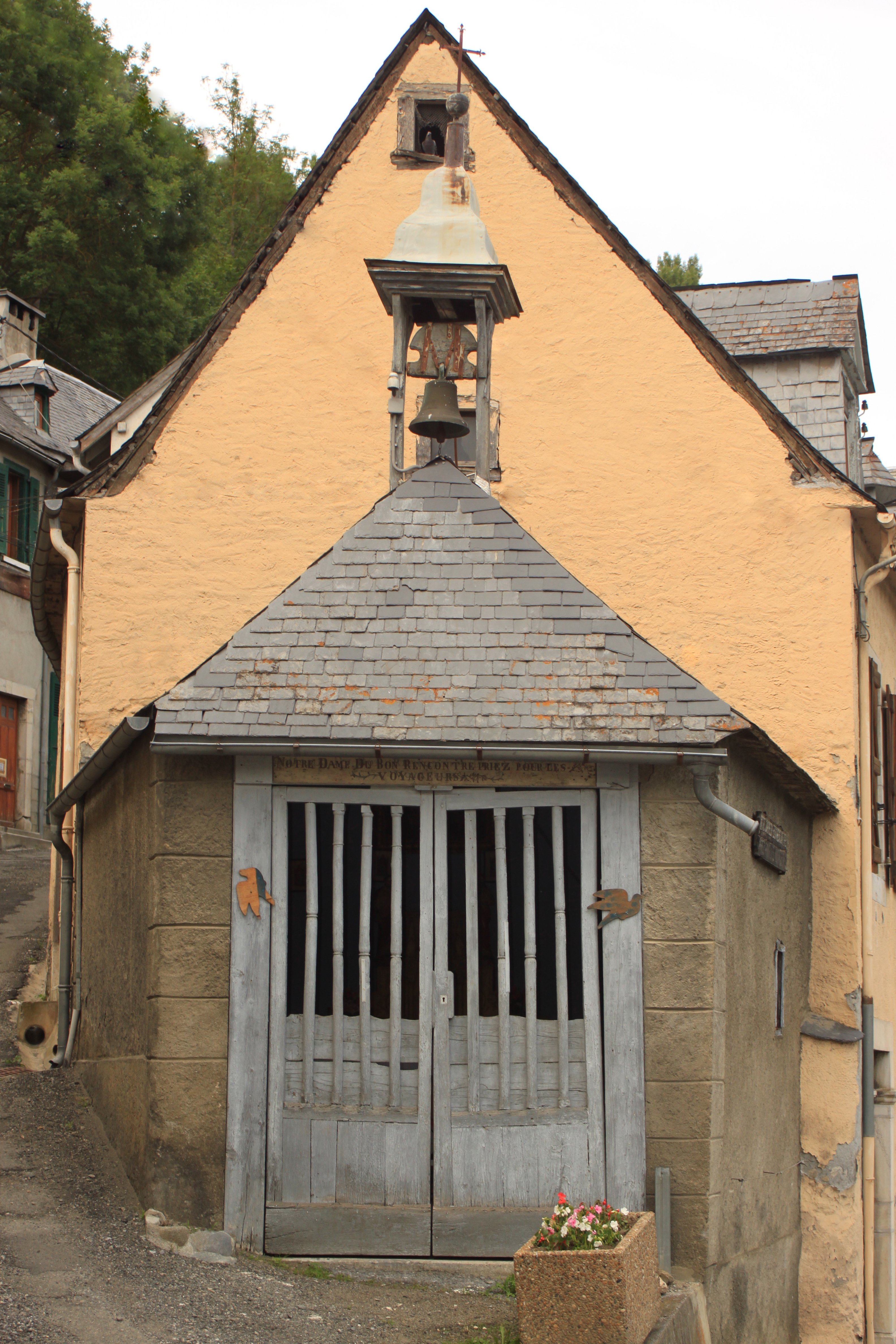
La chapelle Notre-Dame du Bon-Rencontre.
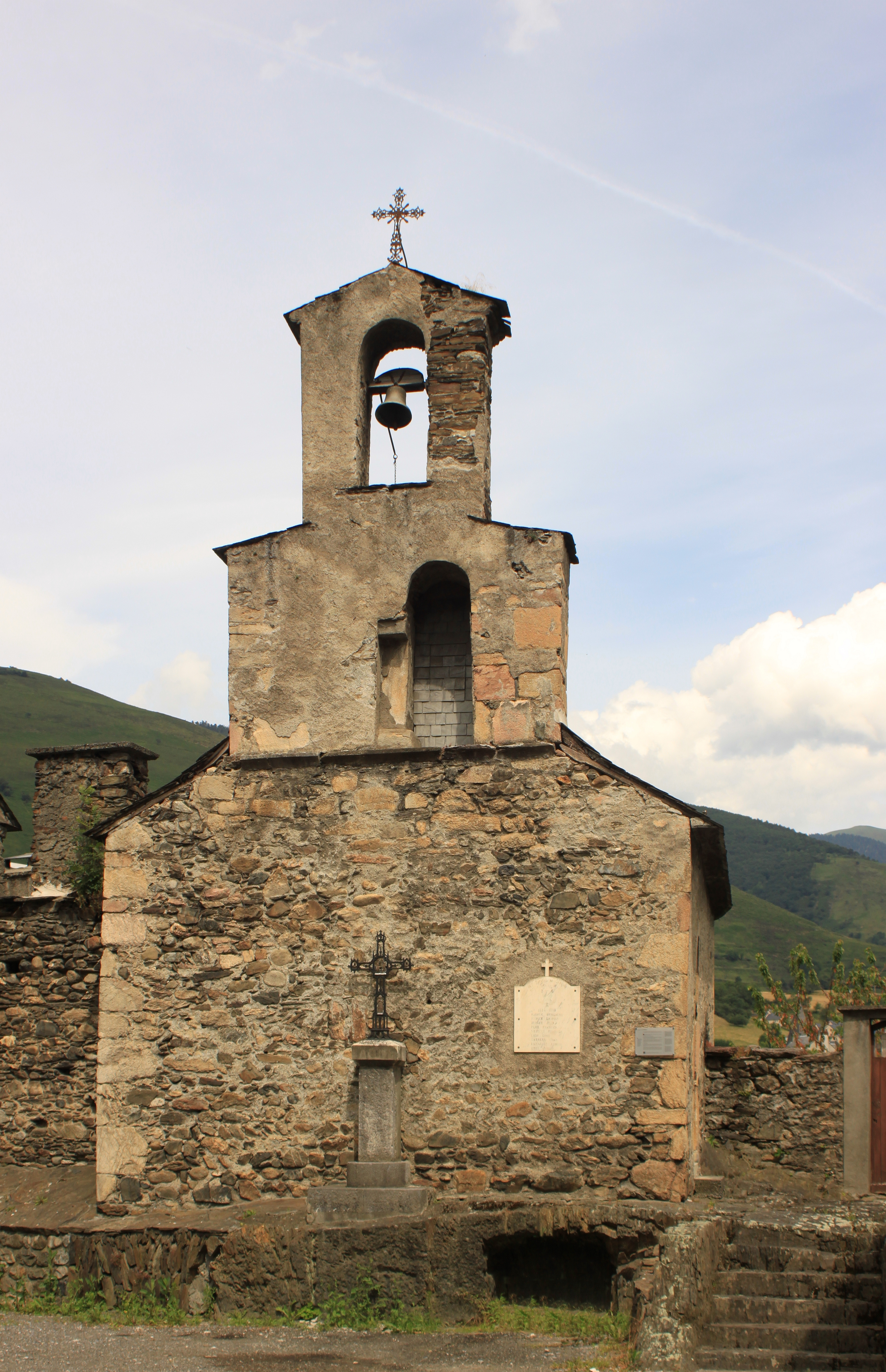
La chapelle Saint-Michel-de-Garian.
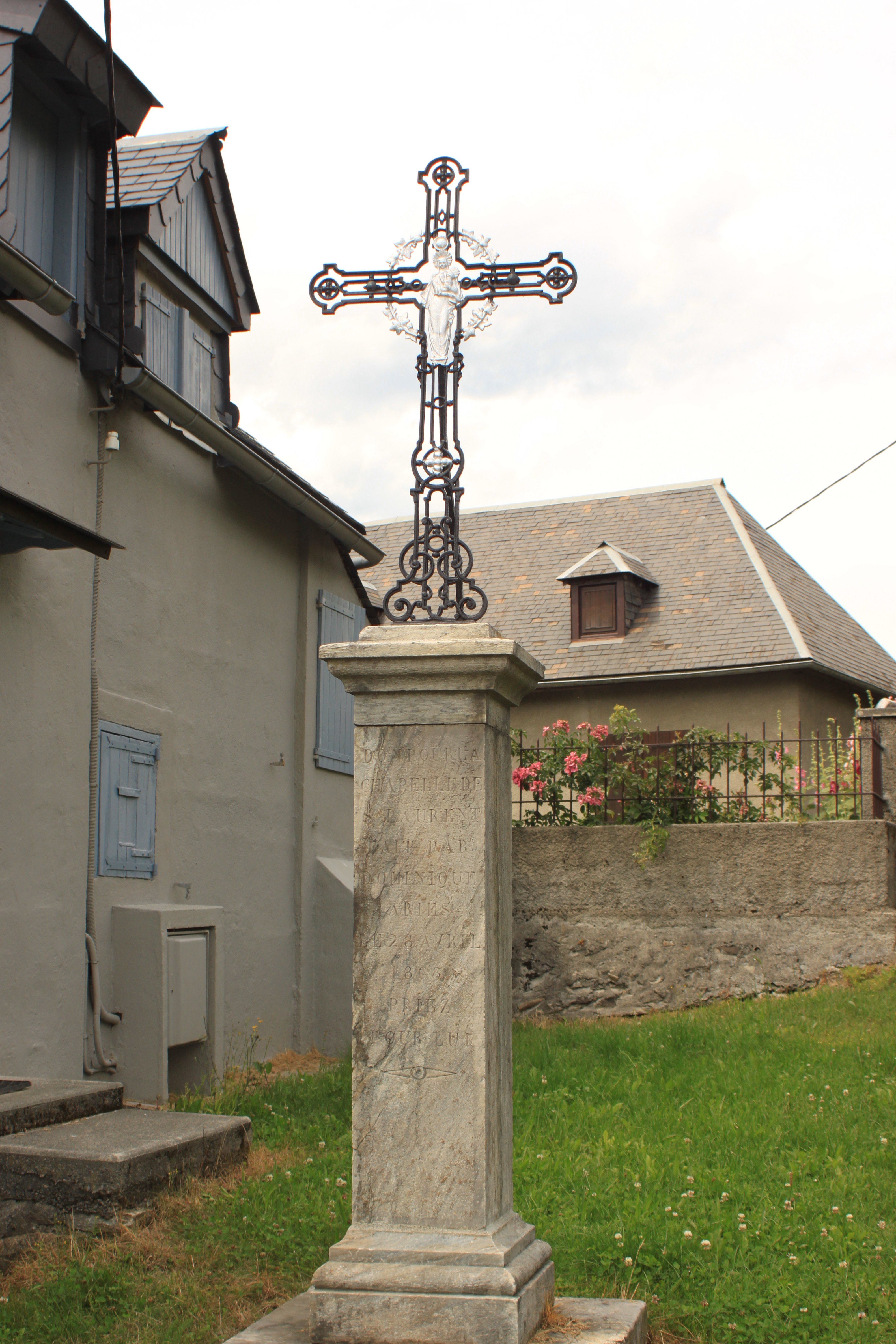
La croix de la chapelle Saint-Laurent.
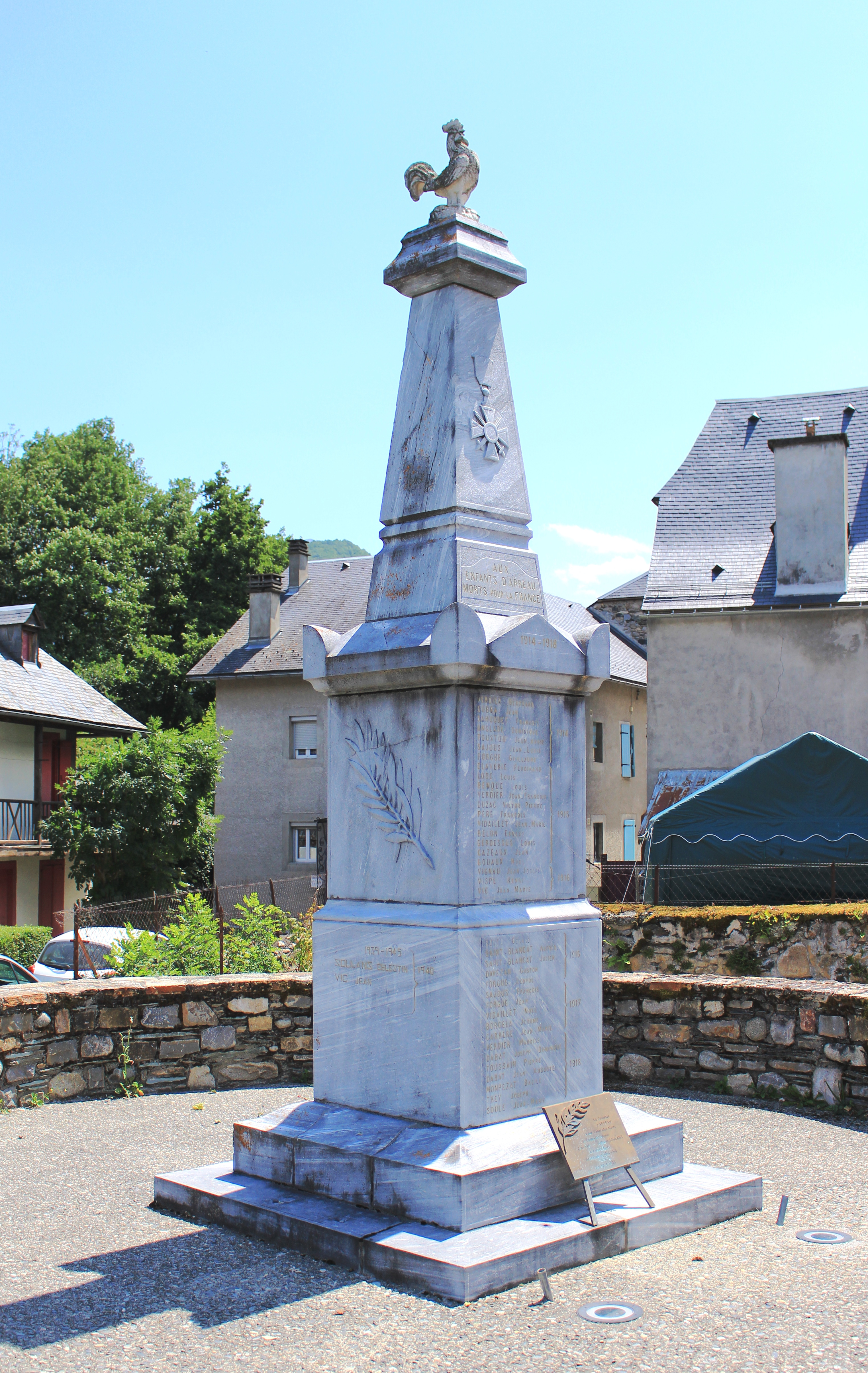
Le monument aux morts.
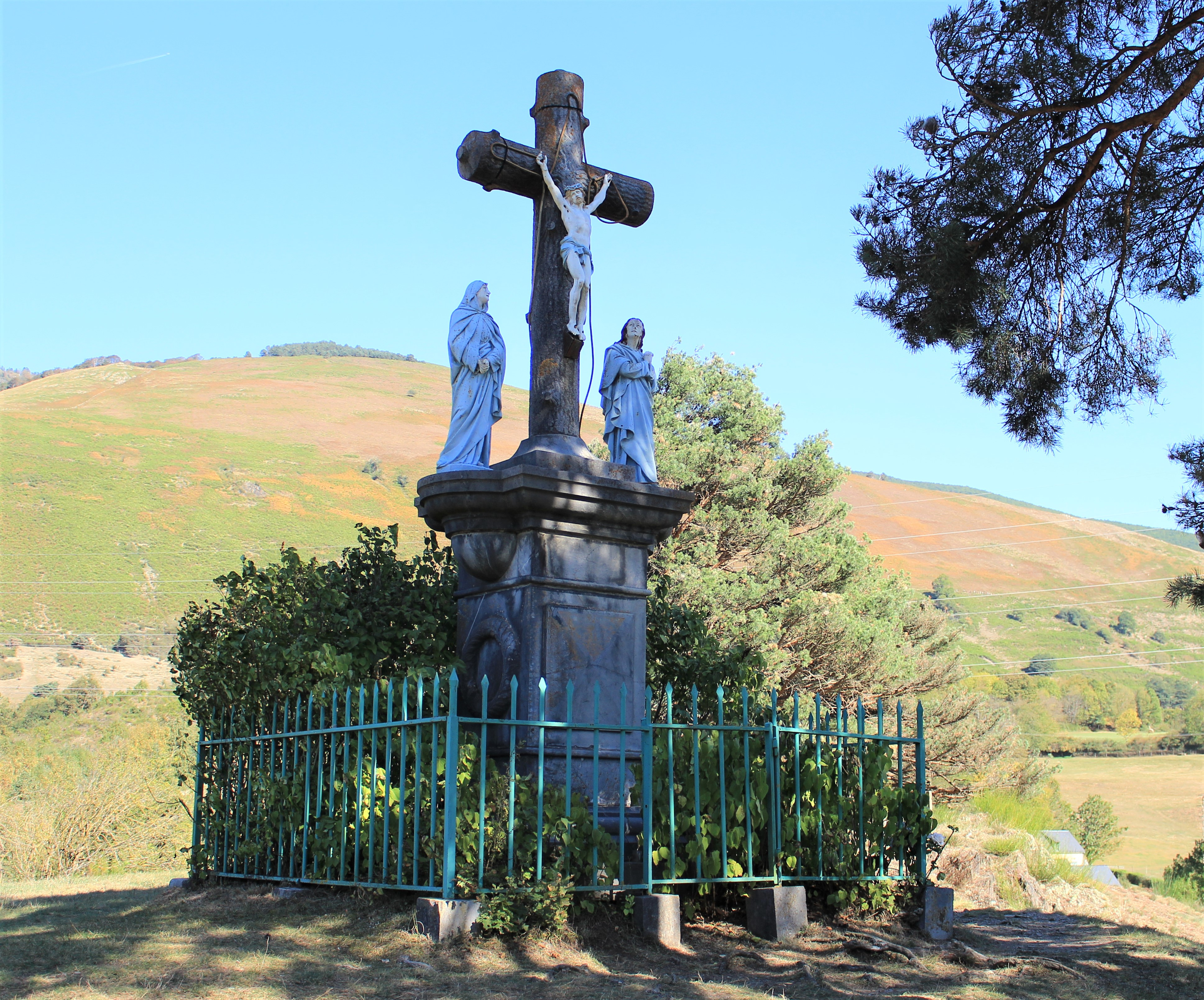
Le calvaire.
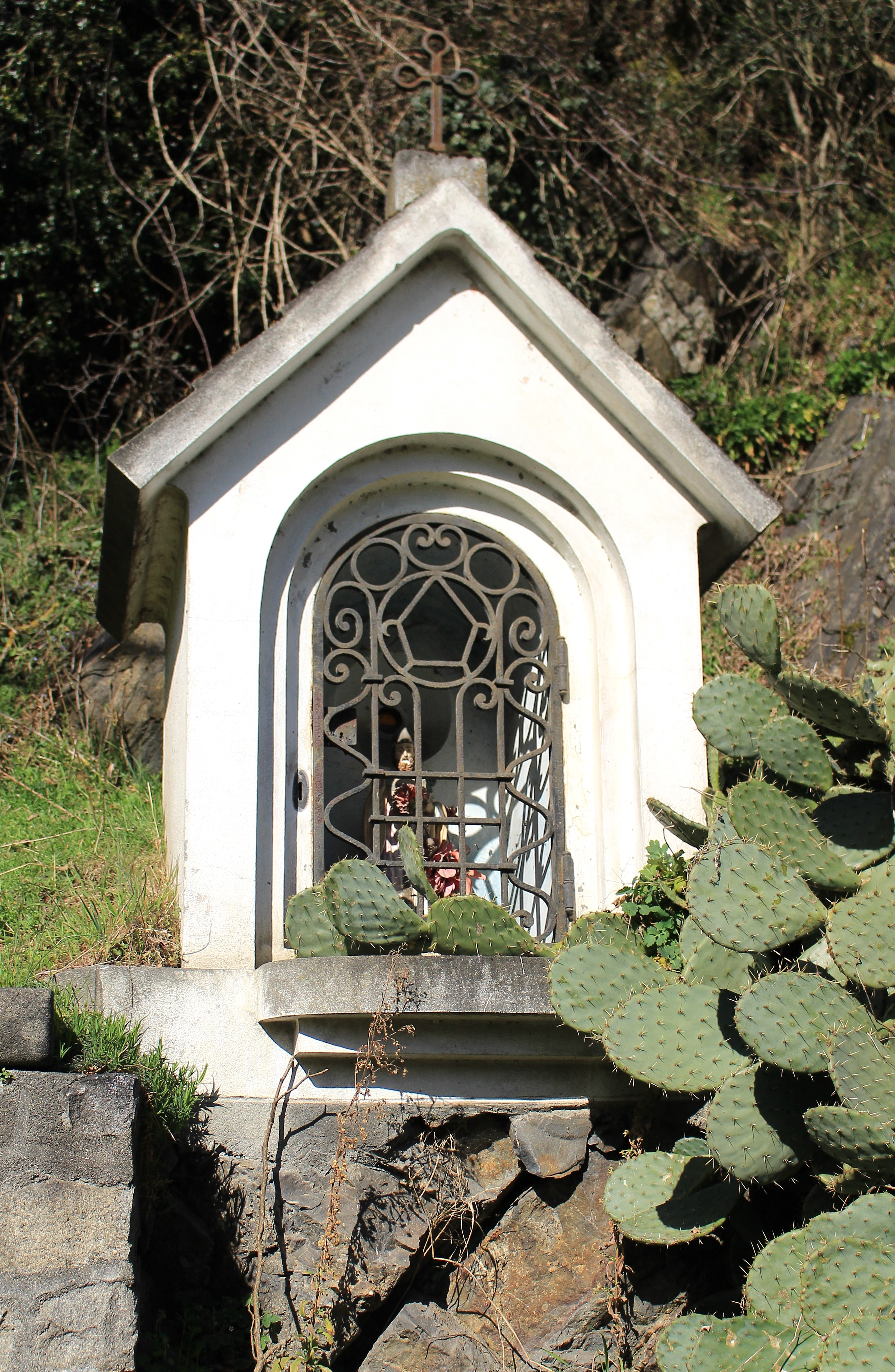
L'oratoire.

### Personnalités liées à la commune
- Saint Exupère, évêque de Toulouse, né à Arreau à la fin du IVe siècle.
- Jean Bertrand Féraud (1759 - 1795), député de la Convention, est né à Arreau.
- Comte Jean-Louis-Hector Galiay de Ségure[85], mousquetaire du roi Louis XV à la vie mouvementée.

### Héraldique
| Blason | Blasonnement : D'or à cinq rustres de sable accolées, 3 en chef et 2 en pointe. Commentaires : Note : Arreau a eu pour devise, à une époque reculée : Melior vigilantia somno (« La veille est préférable au sommeil »). |